# 北角

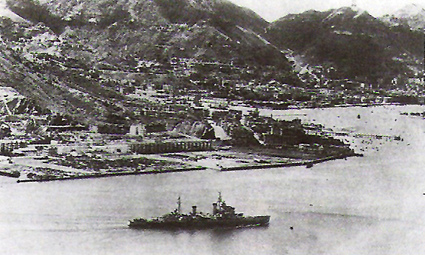
1945年英國軍艦HMS Swiftsure經北角進入維多利亞港中部

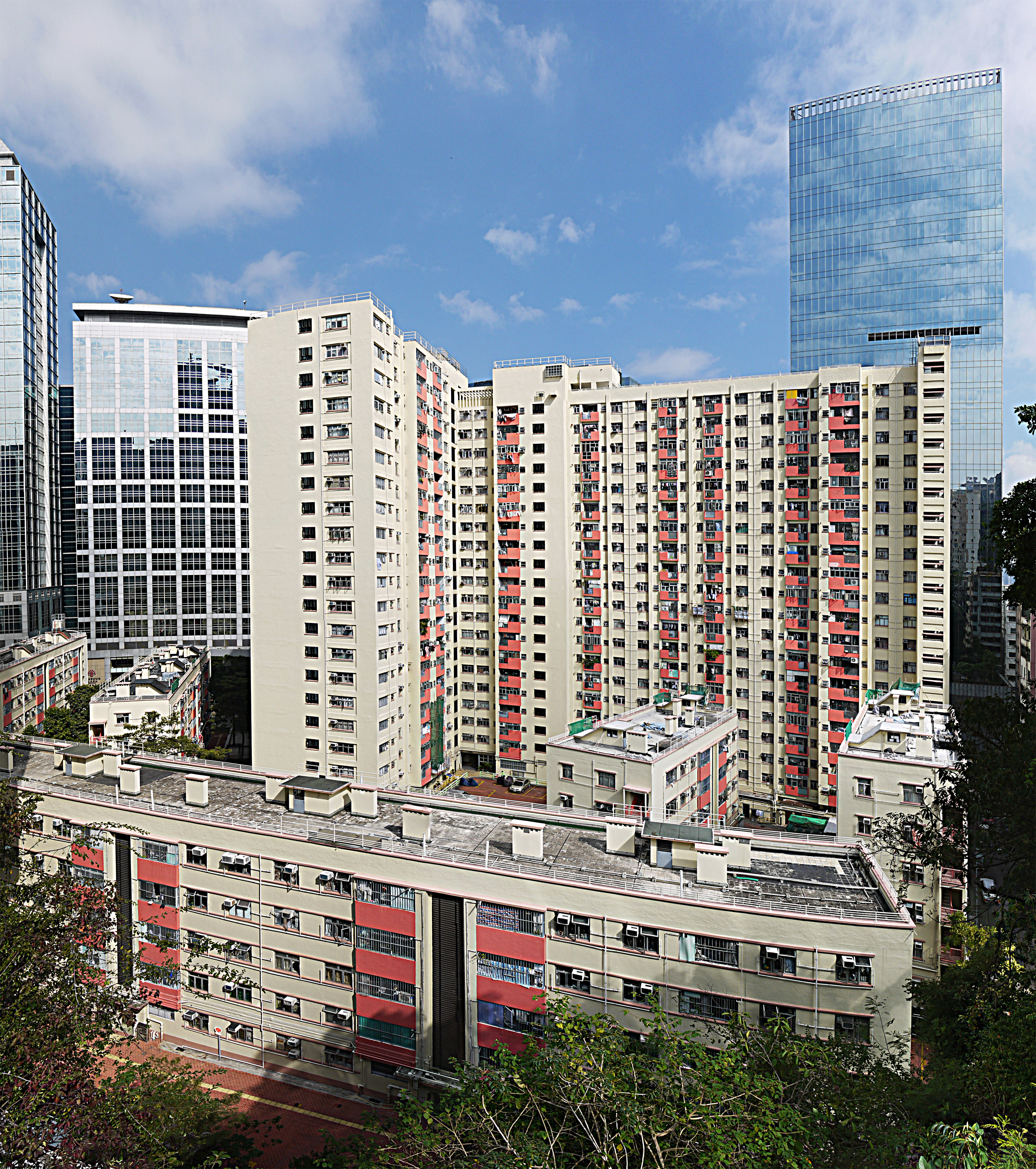
北角英皇道模範邨

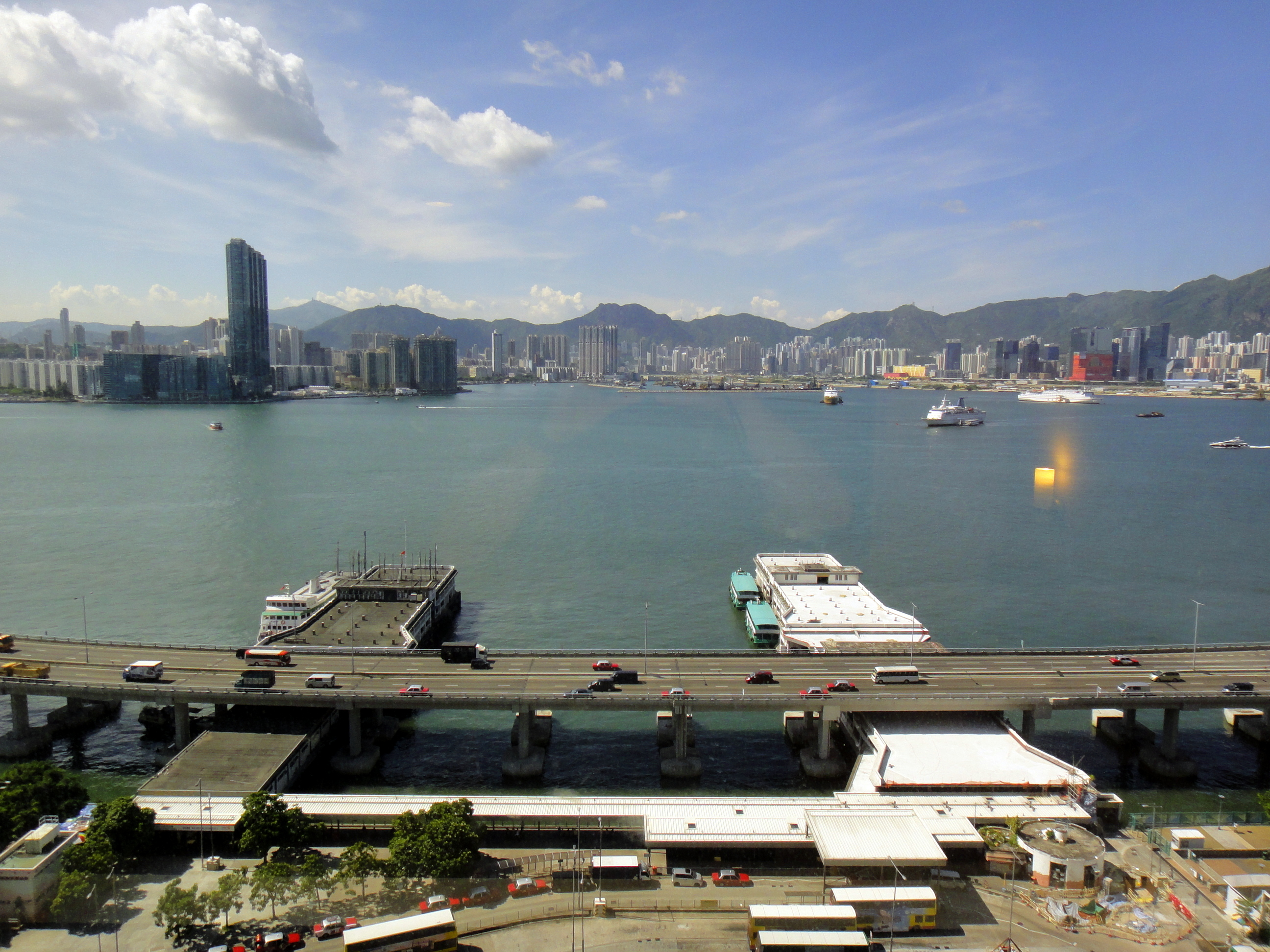
北角渡輪碼頭

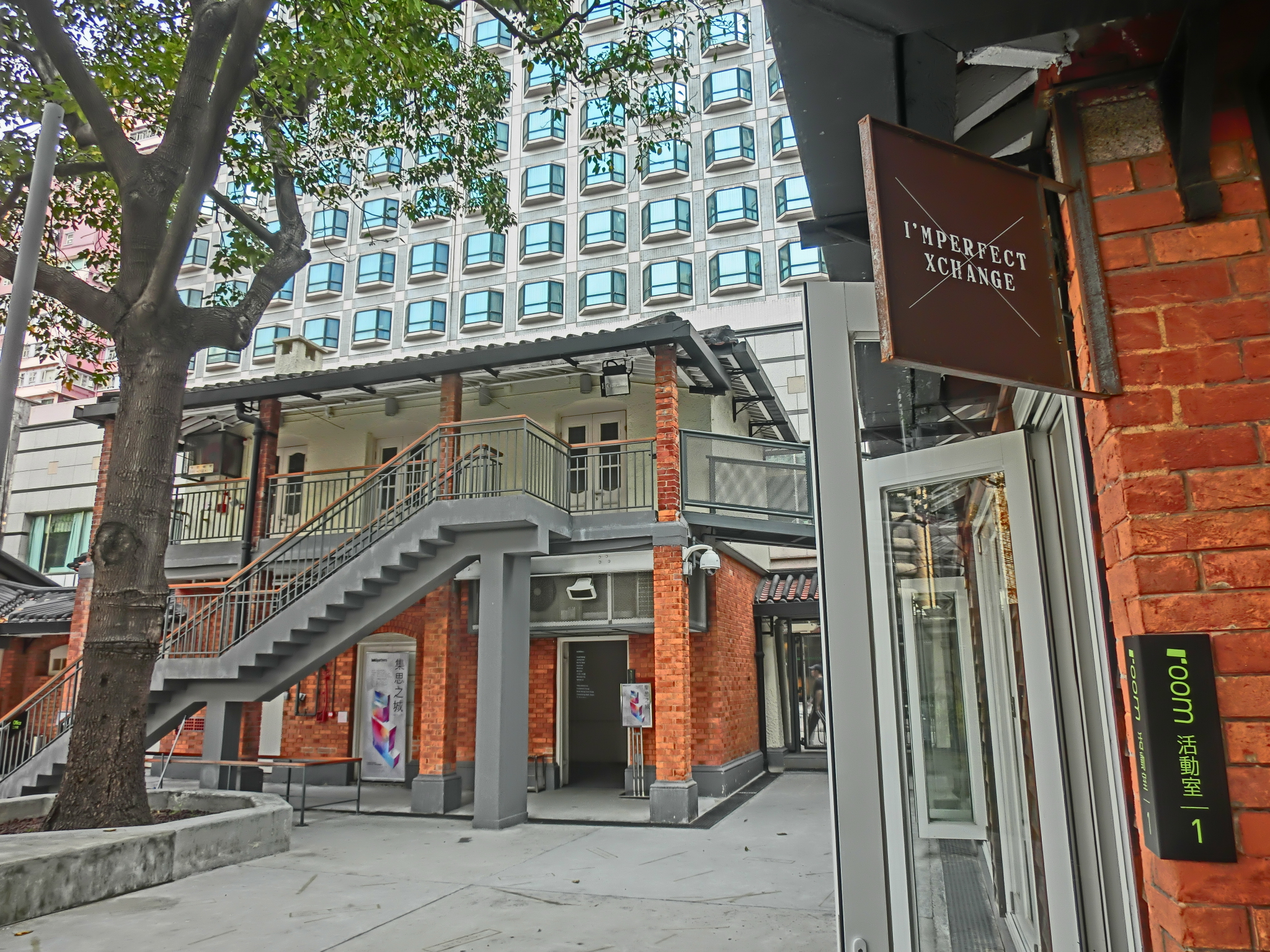
前香港皇家遊艇會會所（二級歷史建築），現活化作油街實現藝術中心

北角位於香港島東區，是香港最早期發展的地區之一，是香港島的最北端。現今北角包括西北面的炮台山，北角站周邊，及大半七姊妹地區，北角緊接住銅鑼灣的發展，開埠時已有零散人口聚居，清末到民國時期，香港人口由1891年的22萬大增到1941年的160萬，當中有60-70萬人口都是福建籍的，由早期聚居地跑馬地開始向北角擴展，自此北角一帶成為大多數福建籍居民的聚居地，因為語言相通，這一帶第二族群潮州籍人口，而二戰後北角（以及鰂魚涌）更成為香港最多福建人的地區。在港鐵在80年代通車後，很多人認知的北角變成由油街至渣華道一帶。

## 地名源由

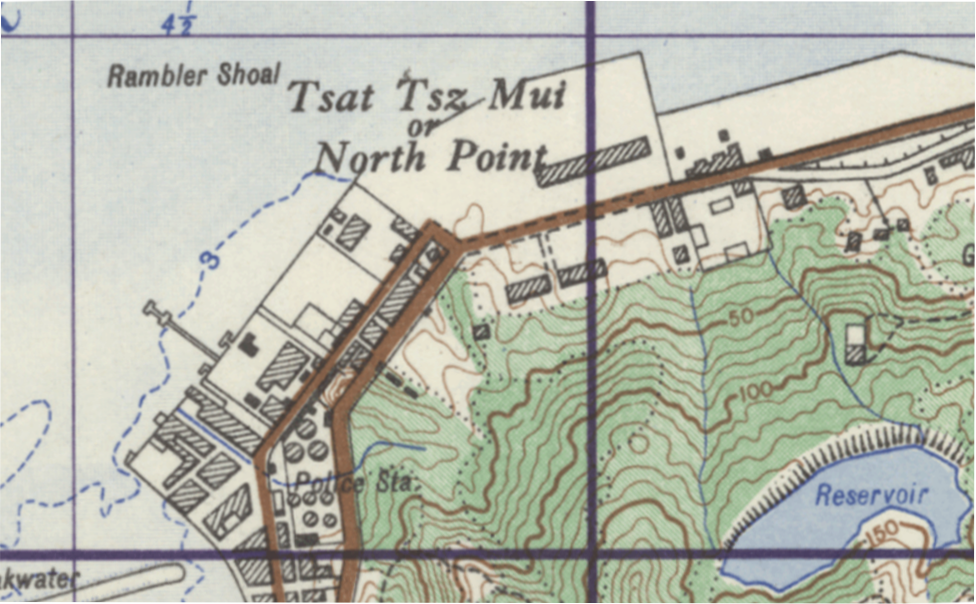
1945年的地圖顯示北角和七姊妹名字互通

清代嘉慶二十四年（1819年）刊行的《新安縣志》尚沒有北角的任何記載，連地名也並未出現。北角的名字是開埠後才出現。在英軍佔領港島初期，他們派員在船艦測量港島北部海岸。當時測量人員以測量點找出最北端突出的岬角，而命名為 North Point（北角）；與此同時，亦把東西點列做 West Point（西角，即今西環一帶）和 East Point（東角，即今東角道一帶）。在1945年的地圖顯示，當時政府把英文的北角的位置等同中文的七姊妹。

## 全區概況

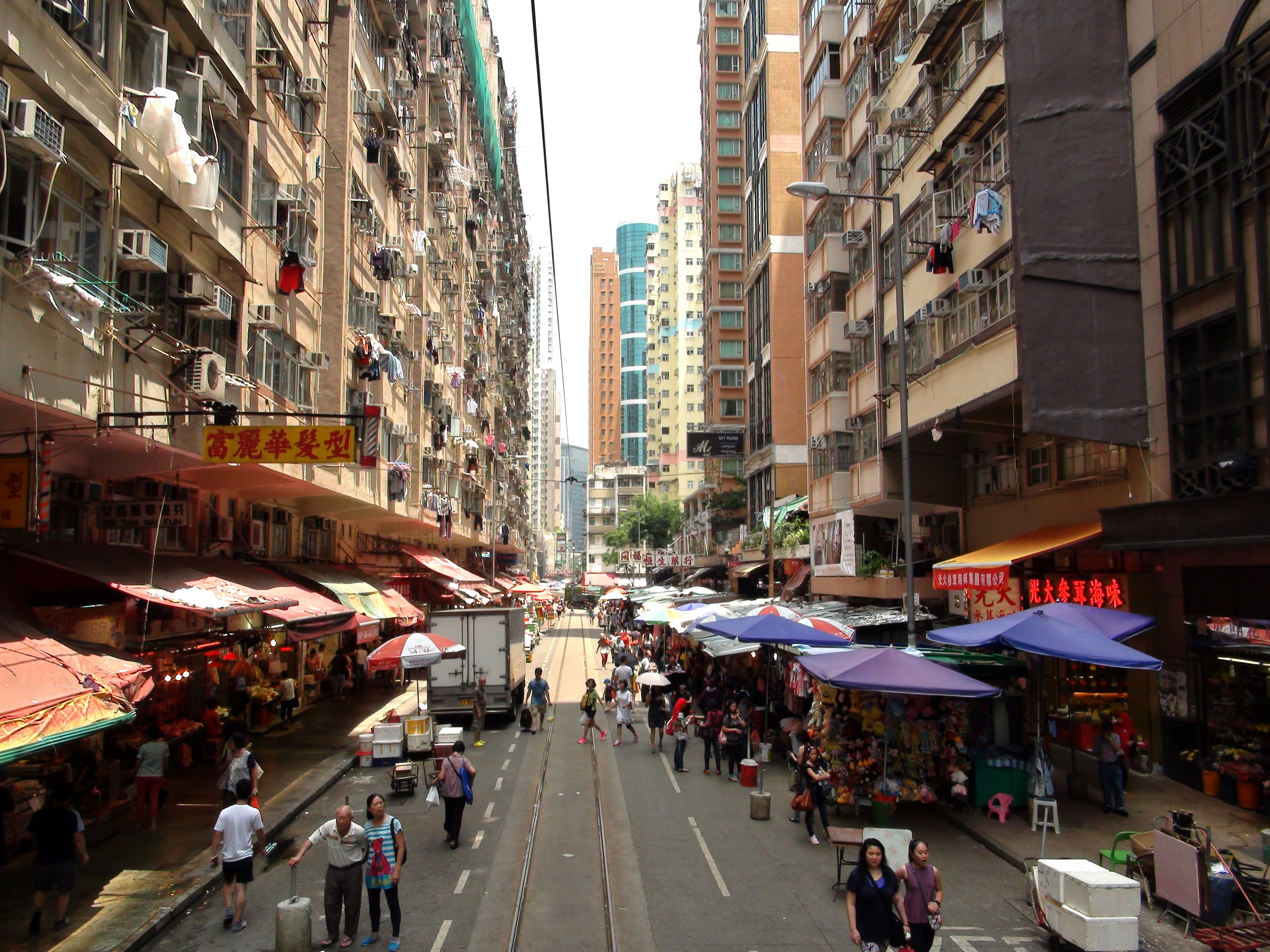
北角春秧街有「小福建」、「小上海」之稱

福建的閩南人是早期到香港的群體之一，福建籍人口開埠以來除了在各省籍人口也有的中西區以及灣仔區聚居以外，開埠以來即在銅鑼灣天后廟一帶經營轉口貿易。民國時期，香港人口暴增，銅鑼灣一帶的閩籍人口已達飽和，郭春秧出高價購買香港市區邊緣炮台山以東的北角（包括鰂魚涌）新填海地，然而銅鑼灣一帶的閩籍人口比北角更密集，但新中國成立後，數十萬居於全國各地的福建人南下香港避難，包括中產人仕和商人，又集中移民在北角（以及鰂魚涌）、觀塘區部份地方以及紅磡，北角（以及鰂魚涌）成為世界上人口最密集的地區，而人口又一直向東區私樓區遷移，使福建籍港人佔了東區私樓人口的大多數，東區亦佔了總閩南語殘留人口的26%，香港有160萬祖籍福建或是南洋閩籍華僑按人口推算達40萬人，在抗日戰爭前，郭春秧曾出巨資援助日本關東大地震，所以北角區早期便有日本人，直到現今以北角一帶為主的東區私樓區亦是日籍人口在港的主要聚居地，東區日語人口佔總日語人口25%。銅鑼灣到鰂魚涌一帶有較相近的歷史和人口遷移史，但北角的發展遠比銅鑼灣遲，而維多利亞城以及銅鑼灣都是開埠以來已得到發展的區份，亦有相近的歷史，但因為南洋華僑大量遷居香港，以及兩區早期亦有不少閩籍人口，政黨估算總和也有30萬閩籍人口，而柴灣以及筲箕灣又和北角一帶的歷史有些不同，因為沒有港鐵相連以及早期即成閩籍人口聚居地，跑馬地以及大坑的閩籍人口比北角更密集，近年部份台籍以及閩籍投資移民亦會購買鰂魚涌太古城直到跑馬地一帶的物業，北角以及鄰近數個以閩籍人口為多數的地區亦有「小福建」之稱。北角人口中有很多戰後移民，亦有不少為南洋商家，80年代以後移居香港的大陸富商，而銅鑼灣、大坑一帶則更多開埠以來的移民以及南洋商家，其他東區已置業者則以中產為主。
福建閩南人是早期到香港的群體之一，而北角在香港開埠以及郭春秧開發後，成為閩南語系華僑（包括潮州、泉州、漳州、廈門、台灣、新加坡、印尼、馬來西亞、菲律賓、歐美）的聚居地，而北角自建區以來即被稱為「小福建」，1919年北角發電廠建成，而北角碼頭是一個多用途的地方。香港的「小上海」是指九龍色情行業林立的上海街一帶，1950年代郭春秧去世，兒子遺產繼承人在北角發展夜總會事業，有華僑巨富的支持，短暫成為高級色情娛樂中心，雖然此區仍以福建人居多，色情行業的客人仍稱北角及後來的灣仔為「港島小上海」，此情況維持到1970年，絕大多數夜總會都結業。九龍上海街一帶則至今仍為香港庶民色情中心（參香港人口）。北角亦是香港早期開發的地區之一，東部七姊妹道在1930年代已經有了填海區。

## 地理位置
在殖民地政府統治下的北角區亦包括鰂魚涌西部（例如北角官立小學亦位於鰂魚涌），包括早年市政局選區和現今校網，鰂魚涌同樣是以閩籍人口為華人人口的大多數。
北角位處香港島，北臨維多利亞港，與土瓜灣馬頭角、及啟德新發展區一帶對望，西起油街、東至英皇道及民新街交界。區內有港鐵站北角站、部份炮台山站及鰂魚涌站。炮台山則是北角一小山丘，該處一帶自古亦隸屬北角區內。電照街以東的北角東部，即七姊妹及鰂魚涌西北部，早年曾被稱為麗池，但現時只有老一輩居民才會使用此稱呼。北角西邊盡頭為北角道，英皇道油街交界以東屬北角，包括天后廟道一部份地方，而天后廟道近銅鑼灣天后廟一帶則屬銅鑼灣和炮台山，而海裕街、渣華道及英皇道交界以東為鰂魚涌區。北角東面盡頭為香港殯儀館，而鰂魚涌的西面盡頭為鰂魚涌公園，東港中心和民新街。
不過港鐵將鰂魚涌站設於鰂魚涌西部，同時亦在七姊妹設有出口，部份香港人誤把七姊妹當成鰂魚涌的一部份，但鰂魚涌在歷代分區（包括日本人的分區）亦是北角的一部份。

### 港鐵站
北角的港鐵站有3座，分別為北角站、炮台山站和鰂魚涌站，當中北角站座落在北角東陲，北角東邊盡頭部份（七姊妹）如北角政府合署、北角警署、北角海逸酒店及七姊妹道，則可經由鰂魚涌站的C出口前往，北角官立小學則鄰近鰂魚涌站的A出口；而北角西邊盡頭區域有炮台山站。

## 經濟

### 地價
北角亦是近年住宅地王的土地所在地，如近年的北角邨地王，單單樓面地價便要1萬元1呎，還未計建築費和利潤，部份新樓的呎價在3萬以上。
而香港的地價以鄰近商業區的地價最高，城規會把香港的商業區安排在港島的上環、北角、及尖沙咀，而中環及銅鑼灣東角則大多數為商業區，其餘地皮則商業區和住宅區參半，但北角及銅鑼灣東為商業住宅兩用（即可由發展商靈活決定用途）。而香港其餘各區的地皮皆只有極少量商業區，所以住宅平均呎價遠低於上環、北角及尖沙咀一帶。但香港不少富豪主要居住於山頂和深水灣一帶的低密度大單位。而這些地區只准興建極低密度住宅和鄰近商業區。

### 經濟
北角處於東區，與銅鑼灣東同是東區最富有的地區，而東區有21個選區為公屋林立的筲箕灣和柴灣，太古到銅鑼灣東只有16個選區，而鰂魚涌及太古雖然和北角一樣也很少公屋和居屋，但家庭收入中位數仍和北角有些距離，在太古以西地區的拉高中位數下，東區在香港的家庭月入中位數仍位處香港最高的行列，在區議會分區創立到2006年，一直排全港頭三位，但因為東區私樓居民大量遷居將軍澳，東區人口以及收入不停減少，而西貢區人口以及收入不停上升，在2006年追平南區，更在2011年略超東區，東區在2011年只排第5。

### 人口

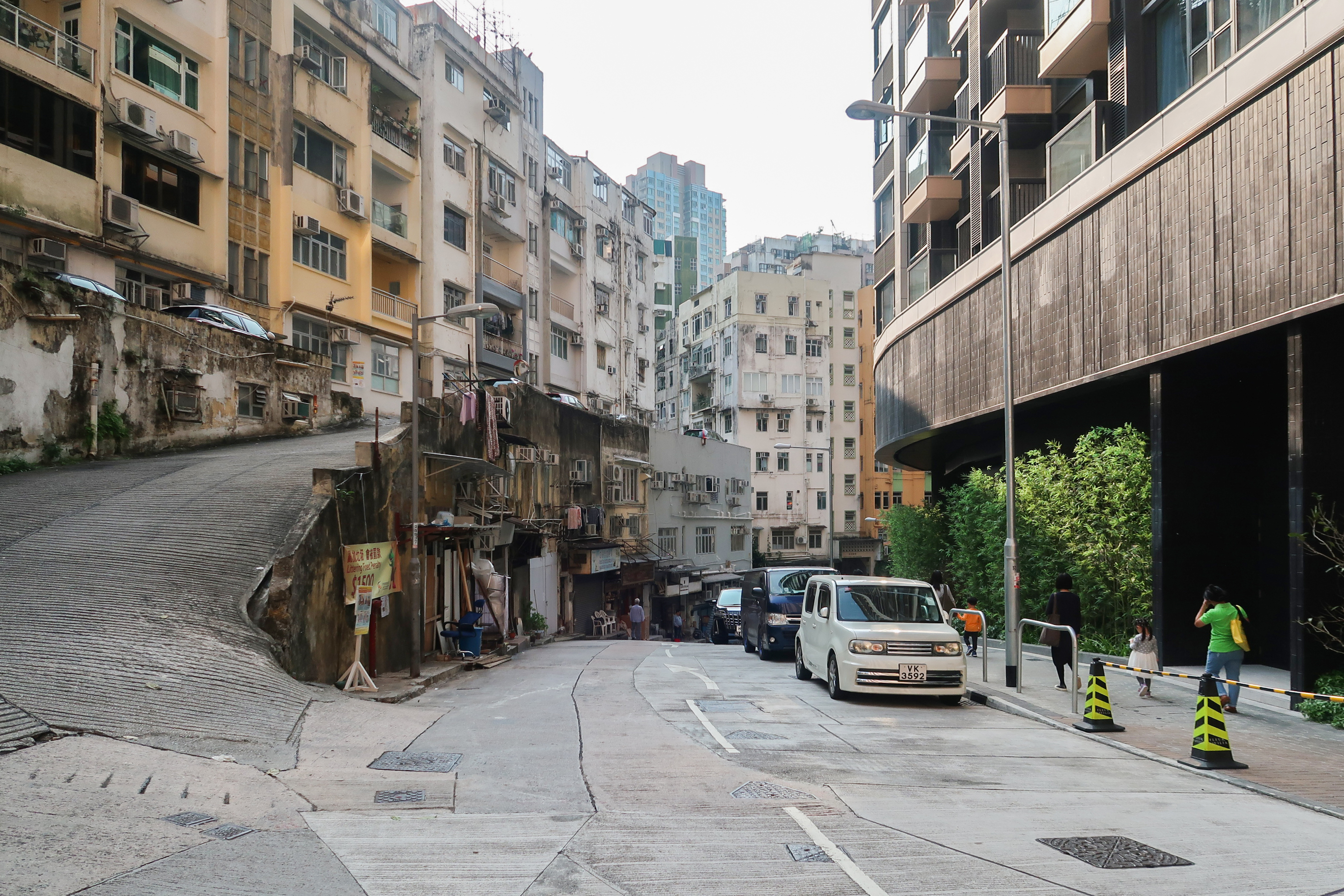
繼園街亦稱為繼園山，該處的唐樓群在1950年代末至1960年代初建成，2021年開始清拆

北角的主要開發商則為東南亞福建巨富郭春秧，後來則較為分散，但最大的投資者為同為閩南民系的李嘉誠，李嘉誠在事業早期便在北角成立長江工業有限公司，發展塑膠花、玩具生產等。城市花園、和富中心、城市花園酒店、北角海逸酒店以及港島海逸君綽酒店都是由李嘉誠興建，而油街地王（即現時維港頌及歷山酒店位置）亦由李嘉誠投得。
1949年前，郭春秧死去，兒子郭雙鰲等成為遺產繼承人，對上海的夜生活極感興趣，於是首邀請上海資本以及上海的管理人員在北角打理麗池夜總會，然後再巨資開辦月園遊樂場及夜總會，亦由上海人打理。上海最富有的人士移至香港或台灣。當時此區開了很多夜總會，希望在香港發現娛樂事業，目的是吸引當時的東南亞富豪旅遊，香港人甚至大量新來港的廣府富有人士消費，以及上海夜總會服務員，都聚集在北角，在1948年後，國民黨各軍閥的戰況轉差，當時的香港亦很可能會像上海租界般被中國政府收回，最富有的都移向台灣、新加坡、東南亞各國。其後在1960年代，因為北角及銅鑼灣主題公園及夜總會過多，做成惡性競爭，過量難民湧入使香港人消費意慾大減，夜總會相繼倒閉，加上東南亞政局動盪，較富有的福建華僑及早前移走的福建人又回到此區以及附近的鰂魚涌一帶，部份則去了同為福建人聚居的上環一帶。
此區的華人來源包括（福建、台灣、新加坡、印尼、馬來西亞、菲律賓、歐美、較少量的潮州）此區亦有很多使用潮州話的廣東潮州人居住，高永文、馬時亨亦在北角長大，其他福建民系的人大多在上環一帶，而2010年前的福建社團總會亦設於上環，因為北角大多只代表了閩南和閩南的分支潮汕，北角最初只是多數華僑的聚居地，更多早期來港的福建人大多在中西區長大，陳克勤便是中西區長大的福建人。

### 收入
北角家庭的住戶收入方面普遍高於中上環，中上環及半山區只有北角60-70%的收入，如北角半山（寶馬山選區）：96,740
非半山的地區如北角西面的炮台山和城市花園有50,000-52,000，
而中環半山（半山東選區）：70,000，而中環以及上環都只是32,000-36,000，此外，北角以東的家庭收入亦比灣仔市區（不包括銅鑼灣、大坑、跑馬地）以及上環以西高出很多，以全區8個相連區議會分區計是香港最高的，其餘最高之一的跑馬地則有55,000。鰂魚涌的收入則略低於北角，比柴灣以及筲箕灣高出很多。
北角的家庭住戶收入中位數為全港最高之一。根據最新的小規模統計區研究，2006年人口普查中的香港家庭月入中位數為17250，而北角最窮的地區都是20,000-30,000，富有的地區，如寶馬山花園則有75,000。北角（包括北半山）的富有區和舊區的家庭收入中位數皆和跑馬地（包括東半山）的新舊區相若，遠高於灣仔市區（不包括銅鑼灣、大坑、跑馬地）的絕大多數地區只得10,000-20,000。此區只有1座公屋，沒有居屋，99%人口也住在私樓，幾乎沒有相對貧困的公屋和居屋人口，遠高於全港平均51.5%私樓人口，及29.6%的公屋人口和17%居屋人口，區內不乏過千萬豪宅。銅鑼灣、大坑、跑馬地一帶自開埠以即以是閩籍人口為大多數。

### 分區
因為銅鑼灣站設於銅鑼灣西部，因為灣仔與北角都較少休閒設施，區議會把銅鑼灣的休閒設施分別劃給東區和灣仔區，即銅鑼灣東、南、北屬東區，銅鑼灣中屬灣仔區，城規會把以休閒設施為主以及人口較少的銅鑼灣地區與人口密集又較少休閒設施的北角歸入北角（以及銅鑼灣東）規劃區，沿海和沿維園被劃成海景住宅區，中間則為商住兩用區域，大多數地區設一百米高限，全個規劃區包括維多利亞公園、鄰近灣仔的警官俱樂部以及屬灣仔區的大坑東部，近十年部份新聞記者和地產經紀經常錯誤把維園、皇仁書院以及大坑如勵德邨、浣紗花園和雍藝軒一帶按銅鑼灣站或北角（以及銅鑼灣東）規劃區的區名把北角的地名擴至維園以及大坑，但官方的北角範圍則在北角道以東。

## 北角與閩籍人口

### 早期閩籍人口的變遷
香港開埠時，北角只有很少的人口，現今的土地大多是為賣地而填海得來。香港島在1881年的建成區只在維多利亞城，而經濟中心集中於中環，九龍的人口與港島區相若，而新界則絕大多數為農村，此時香港大多為流動人口，廣東人在香港打工後便回到廣州（如省港大罷工）以及江門（四邑），而福建人則經香港作為和南洋的中轉站，因為香港以勞動人口為主，所以香港很多人口來自廣州以及四邑，油尖旺區絕大多數為廣東人。香港島亦有不少為閩籍商家，集中在中上環以及灣仔（下環），但這些地區亦有為數不少的廣東人。銅鑼灣區（包括大坑）、跑馬地一帶亦是香港早期的發展區，香港在開埠初期便屢次在銅鑼灣填海，因為有天后廟，主要為閩籍人口聚居，亦是南洋閩籍人口移居南洋前的其中一個主要聚居地，銅鑼灣為建成區的邊界，在銅鑼灣盡頭有炮台山作為維多利亞城的防衛建設。隨住銅鑼灣區的發展，鄰近銅鑼灣區的北角區在香港開埠早期亦發展起來，1891年香港人口只有22萬，而1941年人口上升到160萬，香港各地區的人口都高速增長，而北角以及鄰近北角的港島九龍地區的人口增長又以福建籍人口為主。東區的人口都是自北角（以及鰂魚涌）一帶擴展起來，初期人口主要亦為福建人和福建原居漁民，因為港島的建成區只到北角（以及鰂魚涌），東區東部以及南區在逃港潮中亦有不少逃避共產黨的難民聚集，所以東區東部的福建籍人口不佔壓倒性的比例，而北角在香港早期已經是福建人密集的區份，在民國人口急增以及抗日戰爭時期，北角已經有非常多的人口，鄰近北角的九龍城區、觀塘區以及東區東部亦開始有不少福建人聚居。
銅鑼灣東角、大坑、跑馬地業主直到現今大多數都為福建籍，至今銅鑼灣東角仍是福建同鄉會最密集的地區，比北角略多，銅鑼灣東部亦有創會過百年的福建體育會，有完整的福建籍人口社區，灣仔亦有香港莆仙同鄉聯合會，香港永靖同鄉會等福建同鄉會，但比北角和銅鑼灣少，他們很多亦沒有出售自己的物業，新樓建成後子女一直在區內置業，六十年代語文開始統一以及港鐵通車後才開始有部份廣府人遷入，但仍以遷入交通方便的天后一帶較多，大坑、跑馬地因為位置較深入，外區遷入的人口比有港鑼相連全港的炮台山、北角一帶更少，區內業主大多沒有出售自己的物業，所以仍以福建籍為主要多數，但近年很多被收購唐樓者因為買不起同區新樓，很多都遷入西貢區的新樓。銅鑼灣東角、天后、大坑、跑馬地一帶是民國移民、南洋華僑集中的區份，和炮台山一帶的閩籍人口亦有交流，炮台山一帶的閩籍人口不少是由大坑一帶在港鐵通車後因為交通更方便而遷入的，所以炮台山站一帶有不少在港鐵通車前後落成的樓宇。銅鑼灣、大坑、跑馬地在戰前一直是香港閩南文化的中心，自發展成為港島消費中心後才遷入炮台山一帶，福建社團聯會亦在炮台山站附近。早期福建籍人口聚居中心在銅鑼灣天后廟，附近亦有南洋華僑建造的著名建築虎豹別墅，虎豹別墅附近人口盡皆福建籍人口，虎豹別墅開放給公眾參觀，因為其他區份人口很少專程上山，所以在虎豹別墅一帶聯誼的以附近閩籍人口為主要多數。
因為銅鑼灣東角、天后、大坑、跑馬地在香港開埠以後即為福建人集中的區份，所以早期香港歷史上銅鑼灣一帶的閩籍移民史比北角更有代表性，北角則僅次於銅鑼灣成為第二具代表性的世界各地閩籍移民史地區。但現今銅鑼灣東角成了世界性的消費中心，工作人口、消費人口、商家來自全港，一般跑馬地、大坑、北角以及鰂魚涌才被視為香港閩籍人口的高度密集區，加上東區私樓區、以巴士、船相連銅鑼灣、北角的紅磡一帶以港鐵相連的將軍澳、觀塘也有其中一部份地區，亦為閩籍人口集中區，根據2011年人口普查各區議會分區語文數據的推算，達44%的閩籍人口，推算總共七十萬人口，東區閩籍人口密集，語文數據顯示，閩南話人口在潮州話十倍以上、四邑話二十倍以上，香港26%閩籍人口居於東區，以及灣仔區總和亦有五十萬以上，達120萬，北角周邊的閩籍人口已達全港160萬的75%，其餘的語文數據各省籍以及香港各區議會語文人口數據詳列在香港人口條目。
北角(以及鰂魚涌)在戰後移民潮以後成為閩籍人口在大坑一帶的伸延，其餘人口都在鄰近北角的九龍周邊地區聚居，而成為地理上居住的中心，現今北角仍是大部份閩籍人口在港居住地理上的中心，但部份的新移民會被遷入其他地區的公屋之中，但語文數據顯示，這些人口只佔總人口的非常少的比例。

### 清末以及民國
香港早期的打工團體同樣是以廣州以及四邑為主，潮州人只在更少數，清末1881年香港人口由16萬上升到1916年的53萬，香港的人口以及建成區擴展了三倍，而北角以及東區亦得到了高速的發展。到抗戰前香港人口一直上升至160萬，因為大陸的戰亂不安，非常多的閩籍人口以及南洋華僑把親屬以及融資中心轉到香港，非常多的人口聚居在灣仔區以及東區一帶，而成為灣仔區以及東區的最大族群，但亦有其他族群，而廣府人則大多沿油尖旺區一直開發深水埗區，深水埗區亦是香港最早開發的區份之一，南洋富豪以及富商如胡文虎、顏福偉則聚居銅鑼灣、大坑、跑馬地一帶，富豪的巨大消費能力使銅鑼灣成為一個高級消費場所，銅鑼灣、大坑、跑馬地同時以閩籍人口為壓倒性主要多數，此時北角主要為福建人、台灣以及印尼華僑以及郭春秧系的閩籍人口，也有不少富有的人口，更多華僑在銅鑼灣、大坑、跑馬地一帶，北角有一定數量的人口，隨日本進攻福建沿海前後，北角人口暴增，在共產黨奪權後，極大量閩籍人口以及商家逃離福建以及大陸各大城市，香港的閩籍人口達到高峰的總人口30-40%，聚居在中西區上環、西環、堅尼地城、灣仔、跑馬地、銅鑼灣、北角（包括鰂魚涌）、觀塘區沿海、九龍城區紅磡、何文田、九龍塘一帶。而灣仔市區（不包括銅鑼灣、跑馬地、大坑）則在大量的廣府人南下而使閩粵互存，但閩籍富豪聚居的銅鑼灣一帶仍主要以閩籍人口為主，二戰後，上海人主要抵達深水埗區，隨住大量廣府以及四邑人的內地同鄉大量遷入深水埗區，不少上海人遷出深水埗區，很多都由繁盛喧鬧的九龍遷入新界新市鎮，但都以附近的荃灣區以及葵青區為主，三區各有1200-1600名上海話人口，遠高於港島上海話人口的總和，亦是上海人最多的五區的其中三個，深水埗至今還有很多地道的廉價上海菜館，如上海萬家村小館、寶哥上海味館、金銀島上海飽、君滬鍋貼大王、誠記小籠包拉麵、為食軒等。北角有少量的上海籍人口，但潮州人仍比上海人多，閩籍人口亦在潮州人5倍以上以及上海人的8倍以上。
北角歷史上的區份劃分（包括日本人的區份、市政局選舉、現今的校網）亦包括鰂魚涌的範圍。民國時期，北角的人口已經非常密集，而北角的人口又以晉江人為絕大多數，所以戰後抵港的人口很多都不是住在北角區，而是住在北角周邊的地區，而因為北角在民國時期已經為高度發展區，不少晉江人的親屬亦來到北角，使北角以及鰂魚涌成為世界上人口最密集的地區，而不少福建人亦居住在筲箕灣和柴灣一帶，東區歷史上都是福建人密集的區份，原居民都以閩南漁民為主，彼此語言、文化相通，亦有相同信仰，但隨逃港潮人口大量進入筲箕灣和柴灣一帶，港英政府大量興建公屋以供漁民和當年的逃港者居住，因為公屋人口為全港分配的結果，筲箕灣和柴灣一帶亦有來自全港的人口。

### 南洋移民潮
香港的戰後移民是以廣東人和福建人為主的，戰後香港220萬人中，大約有80萬是福建人，而現今香港有160萬福建人，雖然有不少戰後已移居海外，但亦有80萬為淨增長的人口，包括為新生人口，南洋華僑以及戰後移民或南洋華僑的親屬或其後代，加上戰後抵港的福建人亦有不少與南洋有閞，香港亦是南洋和中國的中轉站，他們大量聚居在港島區，港島區自今應有數十萬閩僑，使閩籍在香港島人口的比例更加加重，政黨估計灣仔區以及中西區有30萬閩籍華人，而根據語文數據，東區佔全閩籍人口的26%，即約40萬，亦有相當數量亦聚居在南區。其餘的富商何文田以及九龍塘一帶。閩籍的發展商，為確保有一定的客路，很多都在閩籍人口密集的地區發展物業，嘉里建設如中西區發展住宅以及超過一百億購買何文田地皮，李嘉誠亦自稱為半個福建人，他早期發現了閩籍人口因為在南洋一帶有大量匯款，加上住屋需求而來的商機，在維港兩岸的黃埔花園，城市花園、和富中心的人口都以閩籍人口為主要大多數。北角（包括鰂魚涌）曾經是世界上人口最密集的地區，鰂魚涌太古城一帶的私樓區亦大多由北角遷入。
九龍區的紅磡、九龍塘以及何文田一帶亦是九龍區的小福建，人口亦以閩籍為主，根據語文數據，九龍城區有15萬閩籍華人，佔全區的40%人口。而油尖旺區和深水埗區也只有15000人，佔全區3%以下人口。紅磡有船直到北角，有過海巴到銅鑼灣，交通亦不比東區其他地方差。
銅鑼灣、天后、大坑、跑馬地、渣甸山一帶至今仍以閩籍人口為大多數，區內較高價的單位亦是閩籍富商其中一個聚居地。新界則除了葵青區以及荃灣區有亦有不少閩籍華人外，其他新界地區很少閩籍華人，但近年大量遷入西貢區。
九龍塘以及何文田的舊區本來有不少逃港者（廣東籍富商密集的地區在以及各路富商雲集的山頂、南區．亦有很多在廣東人為主要大多數的深水埗區以及油尖旺區），負擔不起港島豪宅的閩籍南洋富商一般會買九龍塘以及何文田一帶的豪宅，使福建人聚居地深入九龍。
新移居的南洋華僑，除了在大坑、跑馬地一帶居住外，亦很喜歡在北角區居住，北角半山亦有閩僑中學，而原北角區的居民很多都居住於太古城一帶的物業而把唐樓出租給較後來港的內地移民，但當年北角相同類型的樓價亦遠比太古城高。
北角有很多的戰後移民、南洋華僑、近年新移民，很多族群聚集。銅鑼灣一帶的南洋華僑比北角多，但銅鑼灣一帶仍有不少開埠到民國時期的移民以及戰後移民。銅鑼灣自開埠以來即閩籍人口聚集，比北角的小福建歷史更長。因為銅鑼灣東角開發成各商家族群的商業區，只懂閩南話的南洋華僑不少來港時會到北角的酒店，但也有更多的南洋華僑的親屬在銅鑼灣、大坑一帶。

### 親屬移民潮
香港的閩籍相當一部份是南洋華僑以及戰前戰後移民申請下來的，港島區的跑馬地、大坑、北角以及鰂魚涌舊樓區亦有吸收親屬移民，但更多的遷入九龍觀塘區以及九龍城區一帶。加上鰂魚涌太古城等新建屋苑的興建，部份北角唐樓區的閩籍或閩籍的後代不少都遷入太古城一帶，所以現北角人口亦有部份為較後的移民。上海逃港者亦與福建相約或更多，除了進入深水埗區、油尖旺區外，亦有少部份進入北角區，多在春秧街以及北角站一帶，較富有的逃港者，如著名作家倪匡至今仍住北角站一帶。東區的柴灣以及筲箕灣也是逃港者密集的區份，所以除了私樓區以外，區內也有不少廣東籍人口。新光戲院一帶亦有來自廣州等地的逃港者，使北角區在70、80年代和全港各不少建成區（如當年惠英紅居於灣仔）一樣都有親屬逃港者，但這些逃港者都有工作，而非住在木屋區。木屋區絕大多數在太古城以外。南洋華僑和戰後移民大多聚居於北角區價格較高的住宅中，而舊樓和唐樓的居住者部份為仍未上公屋的新移民。北角區有不少過千萬的住宅，亦有部份整潔度較低的內地旅客。閩籍以及南洋富商大多在南區、山頂，其次則在由胡文虎等南洋華僑首先開始居住的大坑以及渣甸山一帶以及郭春秧等人居住的北角，北角區內有不少豪宅，閩籍富豪來港很多到中環、銅鑼灣以及北角的酒店，到北角的又以不太懂廣州話以及有親屬在區內的商家或尋求同鄉組織協助為主。因為閩籍富商多聚居在銅鑼灣以及北角而非鰂魚涌，炮台山站一帶有很多福建組織，如福建社團聯會。但北角區總體來說大多為私樓區，區內貧窮的人口不少是東區的公屋區閩籍人口來北角販賣物品。近三十年的親屬移民潮人口仍遠高偷渡潮抵港的閩籍人口。
隨住70年代末期，太古城以及炮台山站一帶新樓的興建，很多閩籍人口由已老化的樓宇遷入當年的新樓，而把唐樓售給同鄉，所以北角的唐樓一帶亦有部份80年代來港以至近年抵港的人口，但北角所有區議會分區收入都高於30000，而灣仔市區5個便有3個只略高於20000，灣仔市區唐樓人口有更多收入比北角唐樓更低的人仕，也和數十年前灣仔唐樓人口不同。
北角的上海人只集中在北角站以及春秧街一帶，即堡壘選區以及錦屏選區（包括著名作家倪匡），而北角半山自開埠以來即為南洋華僑密集的區份，山上有閩僑中學以及培僑中學，但部份上海夜總會員工得到財富以後，亦有少部份移居半山，而炮台山站的炮台山選區以及城市花園選區，為銅鑼灣一帶閩籍人口的伸延，自開埠至今都以福建人為主，近30年亦有部份廣府人換樓客遷入，自開埠以來皆與上海人無關。

### 70年代語文統一後
語文統一後，亦有廣府人（大多來自灣仔市區）移入閩籍富商聚居地大坑、跑馬地半山、銅鑼灣半山、北角半山、天后、炮台山一帶，但這些地方人口仍以福建籍為主，跑馬地、大坑、銅鑼灣、北角以及鰂魚涌仍有不少50歲以上以閩南話為母語或閩粵互用的人仕，中華基督教會香港閩南堂總堂亦設在跑馬地，分堂則在香港仔和北角，增加對老一輩的福建籍人口的親切感。儘管他們的下一代近年遷出北角，但北角區人口一直以福建籍為主要多數。
東區私樓人口大多亦為閩籍人仕，但50歲以下人仕絕大多數都以廣州話為母語，福建話（閩南話）人口一直下降，隨住老一輩閩南人的死去，近十年內福建話（閩南話）又減了一半，但自戰後一直為第二位。區內除了中老年人，和新界的客家人集中的地區北區、大埔區、屯門區，西環潮州人、九龍東混合移民地區後代一樣，因為青年人口比中老年的多，加上很大多數都轉以粵語交談，香港所有地區都是廣州話的社區。
新光戲院為推廣粵語文化的中心，新光戲院周邊在七十年代以後亦吸引不少廣府人聚居，近十年已年老的廣府人下一代開始遷出新光戲院一帶，使新光戲院曾掀起倒閉潮，引來不少福建籍的新移民聚居在新光戲院一帶，惟新光戲院最終於2025年正式結業。所以七十年代起北角站一帶為廣府人、上海人、福建人的混居地，但北角站的廣府人比潮州人和上海人都少。
雖然北角被稱為小福建，但北角站一帶實為數個族群的混居地，反而北角西部以及銅鑼灣、鰂魚涌一帶為福建人的密集區，很多老一輩的福建人，如東區區議會主席，鰂魚涌居民協會會長黃建彬，因長期生活在福建人為主的區份，日常生活更多的使用閩南話，至今的廣州話仍帶有很重的福建口音。
北角一帶的人口主要是來自南洋、福建、台灣的閩籍人口互相通婚，但廣府人、上海人、潮州人與福建人通婚的亦不在少數。北角以及鰂魚涌區內的食店主要由潮州人經營，包括福建社團聯會經常聚會的百樂潮州酒家。鰂魚涌區（包括太古城一帶），雖然建區歷史不及達百年的北角，但因為沒有新光戲院等設施以及春秧街一帶的上海籍人口，閩籍人口比北角更密集。

### 地鐵通車後
因為北角有地鐵通車，跑馬地、大坑一帶的閩籍人口亦有遷入交通更方便的北角，加上銅鑼灣商業區的開發，使光污染、聲音污染嚴重，以及唐樓被大量收購而改建成商場，不少人亦搬入炮台山及天后鄰近維園一帶的地區。

### 早期發展

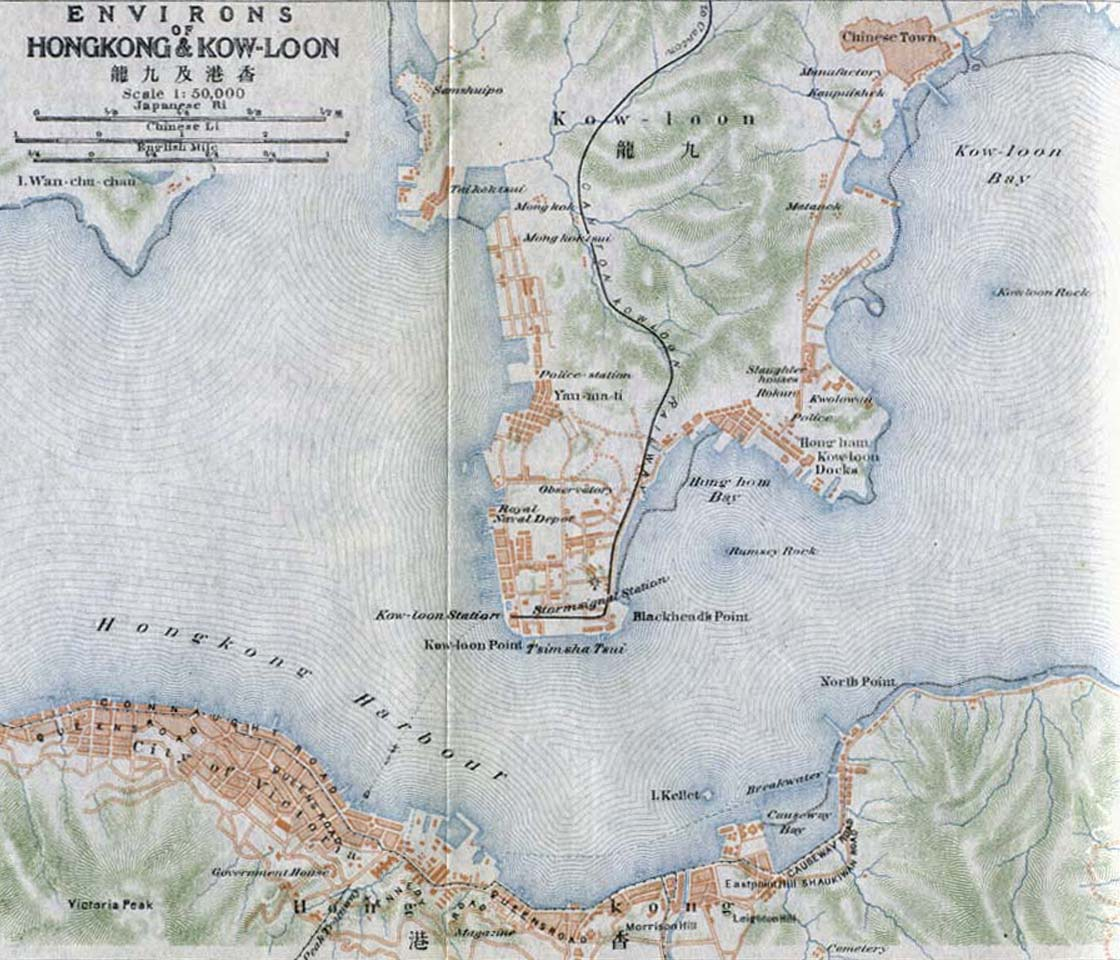
1915年香港島北岸地圖，已有北角（North Point）地名

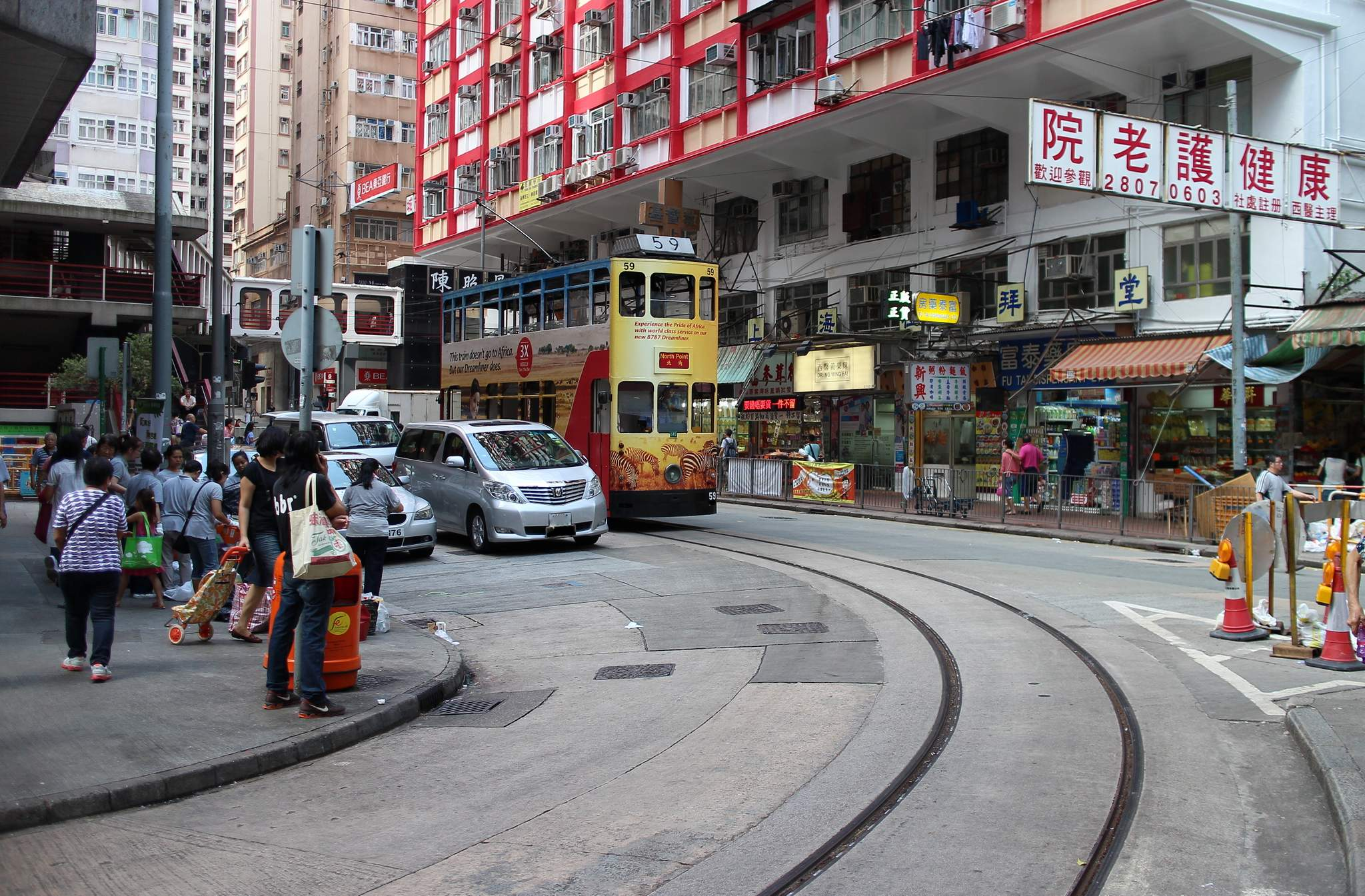
電車準備駛入北角春秧街街市（市場）

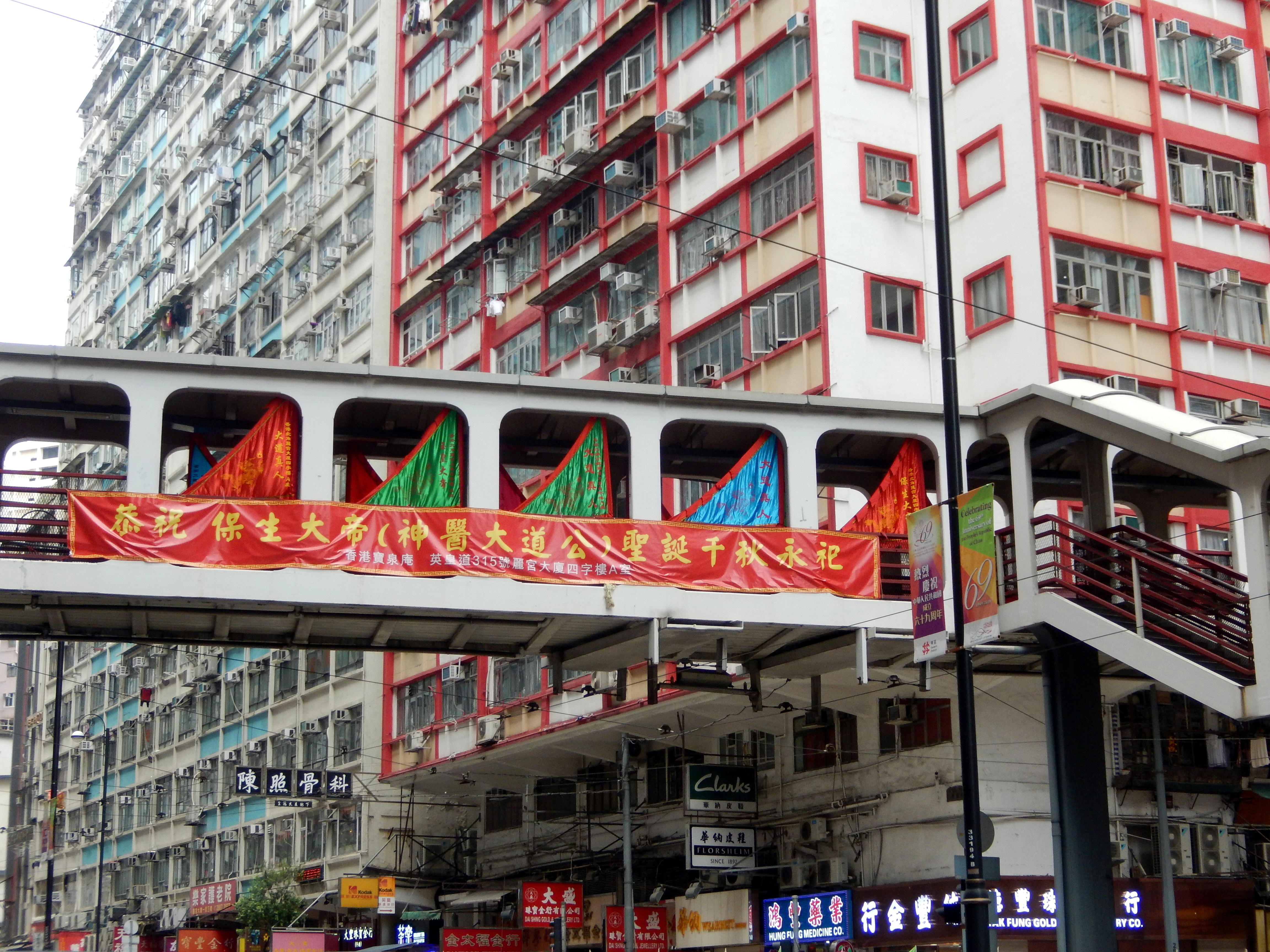
北角道行人天橋掛上慶祝閩南神明保生大帝誕辰橫額

香港開埠前的北角區歷史可說是是一片混沌，清代嘉慶二十四年（ 西元一八一九年 ）刊行的〈 新安縣志 ＞沒有北角區的任何記載.
1880年，英軍於北角設立炮台，開始了北角有文字記載的歷史。該炮台亦是炮台山區地名，以及炮台山道街名的由來。當時北角並無民居，但由於水深岸高，所以吸引了輪船公司及倉庫碼頭的興建，而皇家香港遊艇會初期的總部亦在1900年代於北角成立。

### 80年代改革開放後
80年代改革開放後，很多內地富商移居香港，部份富商亦很喜歡在跑馬地、大坑、北角以及鰂魚涌一帶置業，包括藝人林峰，居於北角半山，估計財產有20億，使跑馬地、大坑、北角等區的樓價進一步提高，很多內地閩籍富商都在閩籍人口同樣密集的禮頓山一帶居住，不一定在北角區居住，使禮頓山實用呎價高達3萬以上，為全港最高之一。

#### 七、八十年代新樓建成潮
七、八十年代有天后區、炮台山區一帶有很多新樓落成，不少銅鑼灣區、跑馬地區、大坑區較富有唐樓住客以及子女遷入，銅鑼灣、跑馬地、大坑一帶是以閩籍人口為大多數，而換樓客亦有來自區份已經非常老化的灣仔廣東以及福建籍人口，但北角人口仍以福建籍為主要多數。北角區在七、八十年代因為舊樓老化，有很多換樓需求，有很多新樓落成，直到現今北角亦比北角以東的呎價高出很多。

### 90年代以後
因為北角區的地理位置在東區來說是最優異的，鄰近商業中心炮台山、天后、銅鑼灣、維多利亞公園、中央圖書館，又有名校如皇仁書院、張祝珊英文中學，90年代開始越來越多其他區份人口（特別是九龍、新界）遷入北角區，不一定是福建籍的，形成一個多元社區，但銅鑼灣區、跑馬地、大坑直到太古城一帶的人口仍以福建籍為主要多數。

### 現今的社區
雖然北角絕大多為私樓區，但北角站一帶和東區不少地區的亦有不少較貧窮的內地旅客以及新移民，但只佔北角區部份的人口，而北角站以外其他地方則沒有受到影響，但北角區的富人很多都聚居私隱度的北角半山或沿海酒店林立以及新樓一帶，北角區只有15萬人口，而香港有160萬閩籍人口，只有部份閩籍人口和北角有關。加上劉偉章和蔡素玉議員熱衷幫助閩籍的新移民，亦有新移民住在北角站一帶，特別在蔡素玉的選區，北角站旁亦有豪宅JAVA ROAD 98，不一定是新移民。但北角比絕大多數閩籍人口聚居地，如九龍、東區其他地方呎價高出很多。
北角亦是香港島的上海人密集區，因為早期因郭春秧後人移民香港的關係，大多亦在春秧街一帶，春秧街亦有不少上海小販，春秧街一帶有完整的上海社區，雖然東區的閩南話籍人口有上海籍人口的10倍，但很多港島的上海人口亦住在春秧街一帶，根據香港人口普查，香港的上海/吳越人口只有閩南話籍的1/4人口，東區亦是第二多上海人的社區，東區之中亦有不少在北角區，部份亦在鰂魚涌區，但更多都在北角區春秧街一帶，包括逃港潮抵港的倪匡，但深水埗區、葵青區、荃灣區一帶為上海人的密集區為第三、四、五多上海人的地區，總和為東區的1.5倍。東區有2282上海話人口，佔總18496人上海話人口的12.3%，估算達4萬人，當中在北角的人口又集中在春秧街一帶，附近有不少唐樓人口以上海人為主，但上海人在港的總數只有很少。
東區有20497閩南話人口估算達30萬人，佔全港閩籍華人人口的26%，其餘福建籍人亦達10萬人，總共有40萬人，佔全區人口66%，在北角以及鰂魚涌的比率更高很多，東區一直到鰂魚涌的人口又大多以閩籍為主，東區柴灣以及筲箕灣的私樓區華人亦以閩籍為主，北角、鰂魚涌的人口都開始老化，閩籍人口的第三代多在柴灣以及筲箕灣的私樓區成長，北角的福建中學亦遷入小西灣。
隨住區份老化，大坑、跑馬地、北角以及鰂魚涌的唐樓陸續被收購，加上換樓者不想搬入舊樓，他們大量購買以港鐵站相連鰂魚涌以及北角的西貢區將軍澳新樓，使西貢區有6819名閩南話人口，按推算亦達10萬人，大多由大坑、北角、鰂魚涌一帶遷入，比本來聚居西貢區的客家人（3885）人口還多了一倍，他們亦是西貢區新樓的主要買家，北角、鰂魚涌一帶的小福建社區已經很多遷入西貢區，將軍澳新樓是近十年福建籍新移民置業的地區，經常有內地福建人在將軍澳買樓的新聞。但北角區仍有不少非常富有的華僑，與較富有的中產，內地新移民形成一個多元化的社群。

### 人口流動
香港有160萬閩籍人口，原維多利亞城是各省籍商家聚集，而閩籍人口最先聚居在銅鑼灣、大坑、跑馬地一帶，再擴張到北角，再以北角為中心擴張到紅磡、觀塘區，又以北角為中心擴張到以港鐵直達北角的西貢區以及觀塘區等地，成為該區人口的其中一部份，現非常集中在銅鑼灣、跑馬地到鰂魚涌以及紅磡到何文田、九龍塘一帶，亦是這些區份人口的大多數為閩籍。這和廣府人先聚居在尖沙咀，再擴張到深水埗，現深水埗鄰近數區（包括擴展市區）皆以廣府人為主，而近大陸的地區如北區、大埔區、屯門區則仍以客家人為主，因為逃港潮抵港的人口遠高於原居民，所以新界的人口亦以逃港潮抵港人口以及市區換樓客為主，新界人口亦佔全港人口近半。
因為北角區有很多商業機構以及政府設施，亦吸引了一定外區人仕遷入，但現今人口仍以福建籍為主。

## 區內歷史及發展

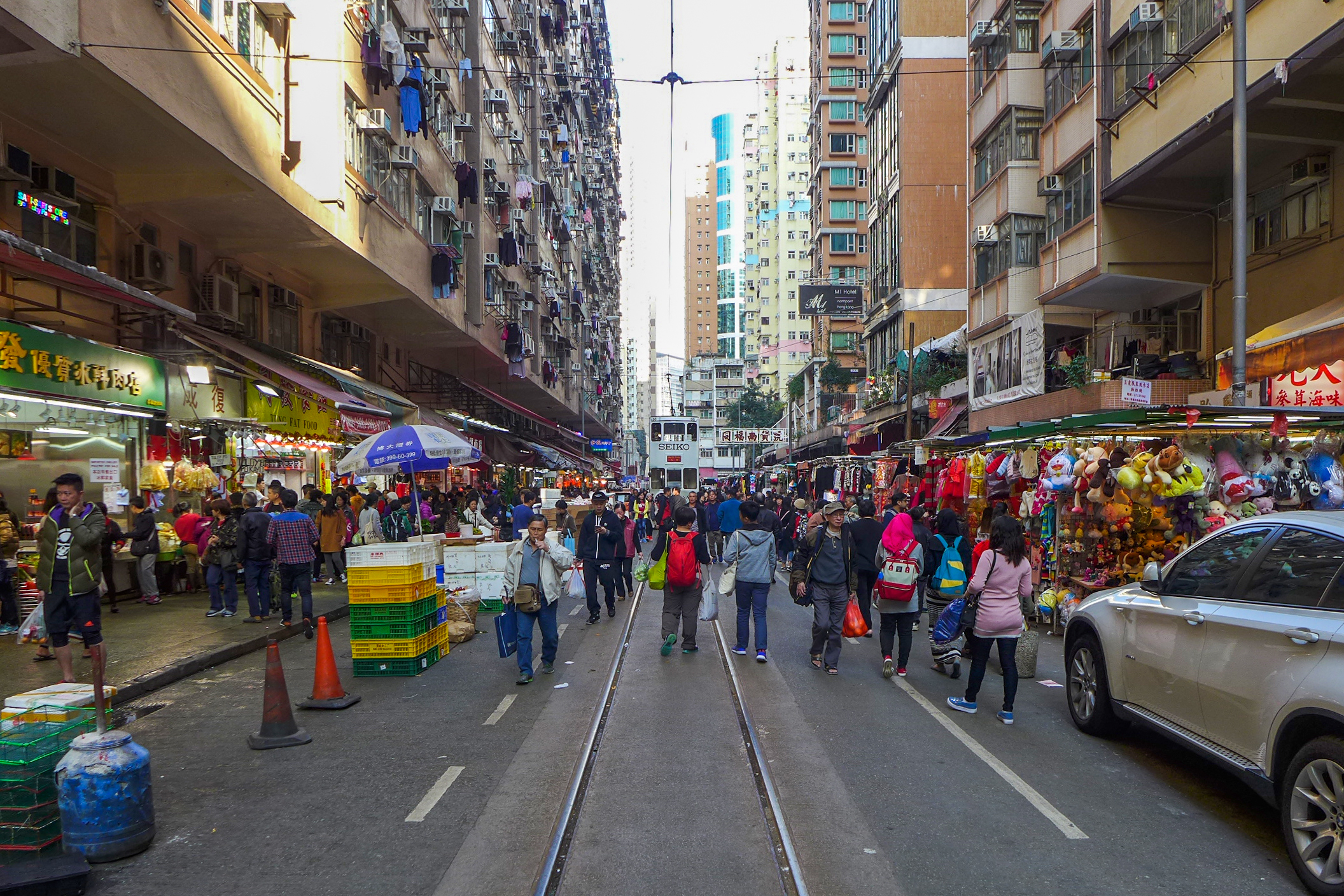
北角春秧街街市

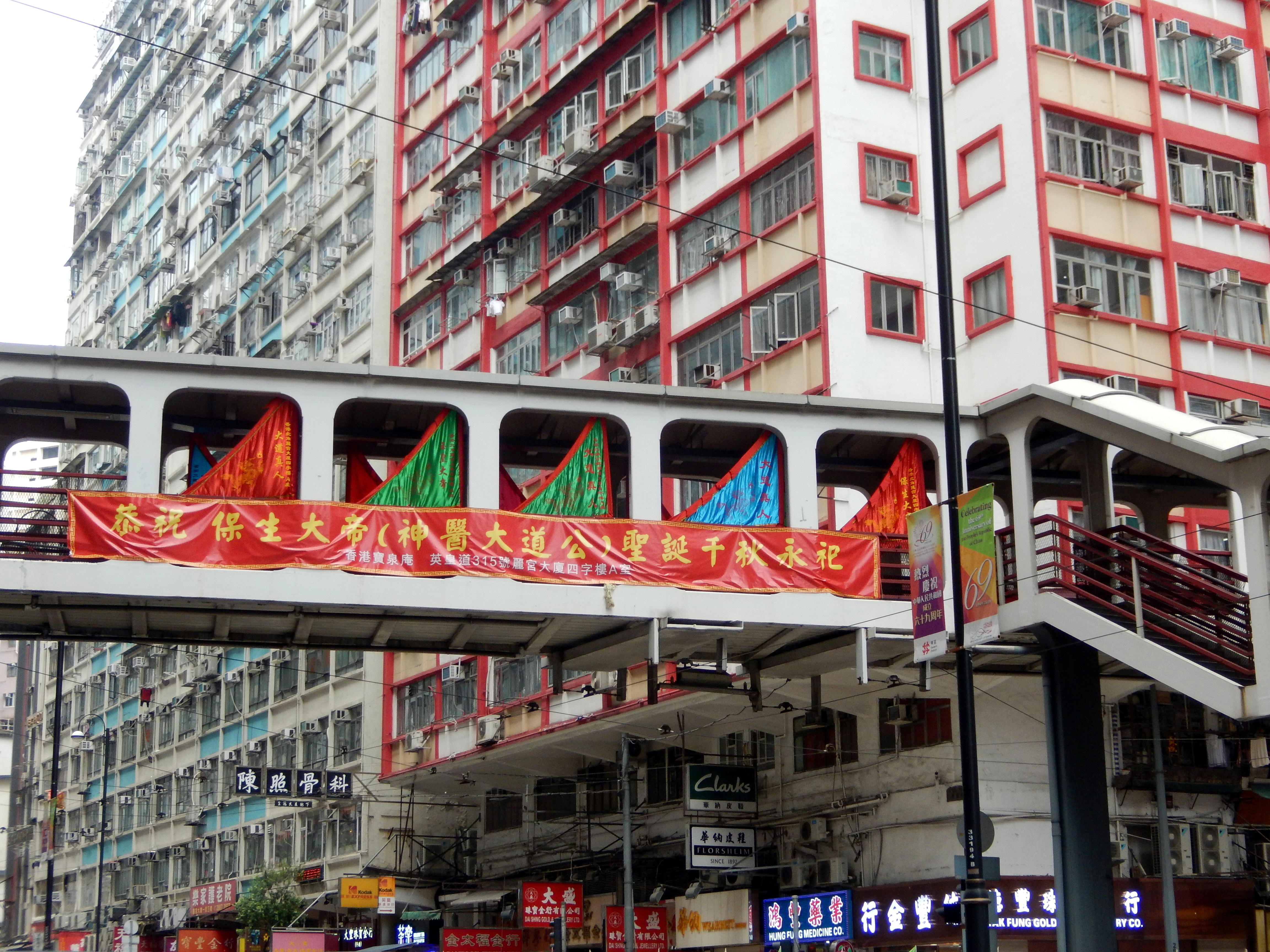
北角道行人天橋掛上慶祝閩南神明保生大帝誕辰橫額

##### 渣華道
「渣華」一詞本是爪哇島的別稱。1933年，電氣道以東的新馬路建成，就以此街道上專營與荷殖爪哇客運和貿易的渣華輪船公司來定名，故有「渣華道」。渣華輪船公司亦在北角設立辦事處，接待不少荷蘭殖民地印尼爪哇等地的華僑往返以及貿易。爪哇道的名稱是源自郭春秧所興建的「爪哇運糖碼頭」。

##### 發電廠
1919年香港電燈公司關閉灣仔發電廠，於北角（現城市花園西側一帶）興建全新的北角發電廠，以應付需求大增的電力供應系統。

##### 春秧街
1921年，當地開始興建糖廠，然而因省港大罷工影響，東南亞福建籍富商郭春秧將新填海得到的春秧街一帶土地改為發展住宅區，在此前，北角已經有很多福建閩南商人聚居。新填海地沿海春秧街住宅區變成當年不少福建人貿易來港的聚居地。現時仍然有很多福建閩南人居住，春秧街市集依然可以購買福建食品。

##### 糖水道
與春秧街一樣和糖王郭春秧的糖廠有密切的關係。於1920年代，富商郭春秧曾計劃在北角一帶興建糖廠，但後來計劃告吹，原有用地則改為住宅區。該地區即現時春秧街及糖水道一帶。

##### 英皇道
1935年，英皇道通車，帶旺該區的發展，使北角成為新興工業區。

##### 閩南語片製作地
香港銅鑼灣、北角、跑馬地一帶也曾經是全世界閩南語（香港的閩南話亦常被稱作廈語）電影的主要生產基地。在上世紀四十年代末至六十年代中，香港拍攝了超過兩百部的廈語電影，主要發行到南洋的菲律賓、馬來亞、新加坡、印尼、泰國、越南、緬甸等地和台灣,在中國大陸則只在閩南地區以及上海、香港的閩南社區中播影。以一九五八年為例，當年首映的廈語片中，港產廈語片竟多達七十部，而當年的港產國語片只有五十七部。六七暴動後香港化運動後，香港各個方言都遭到大力禁止，包括新界的客家話、圍頭話，港九的潮州話、閩南話、閩東話、四邑話、順德話、東莞話等，所有廈語片都停止製作，香港有很多知名的廈語電影員，如莊雪芳、凌波、鷺紅和鷺芬等。

### 日戰人口變化
香港人口自1931年的849,800上升到1941年的1,600,000，當中又自日軍進攻福建沿海前後，大量福建人南下香港，因為原維多利亞城以及銅鑼灣、大坑一帶已有了一定的人口組成，而且已經有一定的開發，數十萬福建人南下使東區、紅磡、觀塘等地人口不停增長，增長又比其他建成區多很多，而廣東人亦大量南下香港，油尖旺區為早期廣東人的聚居地，他們大多聚居在深水埗區、黃大仙區以至新界鄰近九龍的地區、九龍城、鄰近黃大仙區的觀塘區等地。
日戰時，北角的人口急速增長，當中不乏南洋華僑的親屬，因為南洋華僑大量援助抗日，北角成為日軍攻佔香港的主戰場，大量閩籍人口的房屋、財產遭到大量破壞，隨住日本歸鄉政策以及閩籍人口自願歸鄉以及部份外逃歐美，北角的人口又再大減，但戰後他們又回到北角，共產黨奪權後更多福建人南逃香港，當中不少來到東區，東區人口又再劇增，自開埠到現今都是閩籍人口為主的地區，加上逃港潮抵達柴灣一帶的人口，東區的人口已有全港島的一半。

### 二戰後發展

#### 五十年代

##### 月園遊樂場及引入上海夜生活[41]

###### 月園遊樂場及夜總會
當時全球華人最富有之一的北角大地主福建富商郭春秧剛死去，遺產由幾位兒子繼承，郭雙鰲等一改郭春秧保守的風格，因為家族富甲天下，而且上海當時的色情行業世界聞名，郭雙鰲等認為有利可圖，便利用父親的遺產引入不少上海娛樂事業的舞小姐和有經驗的管理人員，又再引入一批為這些夜總會員工服務的上海市民，使此區有不少上海人，但人口亦遠不及福建人，而地主仍是福建人，戰後香港的上海人很多都到了九龍居住，而根據語文數據，至今深水埗區一帶仍是香港上海人的密集區，東區亦有全港10%的上海人口。因為郭春秧富甲天下，在中國各大城市，台灣，日本，東南亞也有大量的事業，資金極多，很快便建成當時遠東空前偉大之遊戲園夜總會，佔地187,000方呎，耗資港幣600多萬港元建造，單是磚石及混凝土已耗費80萬港元，建築期6個月，最初三個月每天1,000名建築工人；最後三個月每天2,000名建築工人。營運時需要350至400位職員。在1949年12月22日（星期四）的下午3時，而且請到中國政治大人物前中華民國總理：許世英先生主持開幕典禮。

###### 麗池夜總會
郭春秧後人在創辦夜總會之前先請來有經驗的商人試探市場，麗池花園夜總會原定於1947年9月5日開幕，創辦人為籍貫浙江慈谿李裁法，他為上海白相人出身（白相人即是油頭粉面、西裝革履、騙吃騙喝的紳士流氓），資金則來自廣州富有人家的妻子。創辦當時月園之前全港最豪華的夜總會，需要大量資本，李裁法本身並非大財主，但他得到廣州市長陳策的照顧，在廣州市政府擔任閒職。之後因為搭上了一富商的寵妾，得罪了那富商，被迫離開廣州。那女人叫李裁法先到香港，不久她擺脫了富商，拿了一大筆錢來與他相聚。李裁法利用她的錢，以300萬開辦香港最豪華的麗池花園夜總會，以30萬開辦別墅式的青山酒店 ，為月園遊樂場之前香港最大的夜總會。
在1959年7月2日，他突然被香港政府列為「不受歡迎人物」，限令在四十八小時內自由出境，否則便會被拘捕。他選擇逃到台灣，他因此曾兩次入獄。當時的香港人亦不知道原因，只知他曾從事不受英國政府歡迎或不合法的交易麗池夜總會原址位於現時北角官立小學對面。
麗池在1945年香港重光時被英國皇家空軍徵用，成為「麗池空軍俱樂部」，香港中華泳團和英國空軍為了籌款賑濟難民及救助傷殘的軍人，於1946年6月聯合舉辦「香港小姐競選」慈善籌款活動，在麗池上演香港史上第一屆香港小姐競選，當屆的冠軍是李蘭。

##### 夜總會破產、舞小姐遷出
郭雙麒及其寡嫂陳卿雲於1952年初，向高等法院要求收束禎祥公司，郭家大哥郭雙鰲反對收束公司，雙方無法庭外和解，於是破產聆訊於1952年11月在高院破產庭展開。話說1952年高院接到郭雙麒及陳卿雲收束禎祥的申請後，即下令徹查月園帳目，發覺月園3年來虧損累累，欠債300多萬元，於是於7月派執達吏封園，由於園內員工有350-400人之眾，故協助封園的警方如臨大敵。同年11月郭雙麒一方的律師在庭上透露，原來禎祥公司已將月園以250萬元賣予富商李世華，改名『大世界遊樂場』，重新開門營業。後因業務持續收縮，1954年7月結業。先行改建成10多間北角道及30多間渣華街的住宅樓房出售；同年10月政府宣佈，將該處新開闢的一條碼路稱為月園街，並興建成樓高五層大廈，成為一個住宅區。

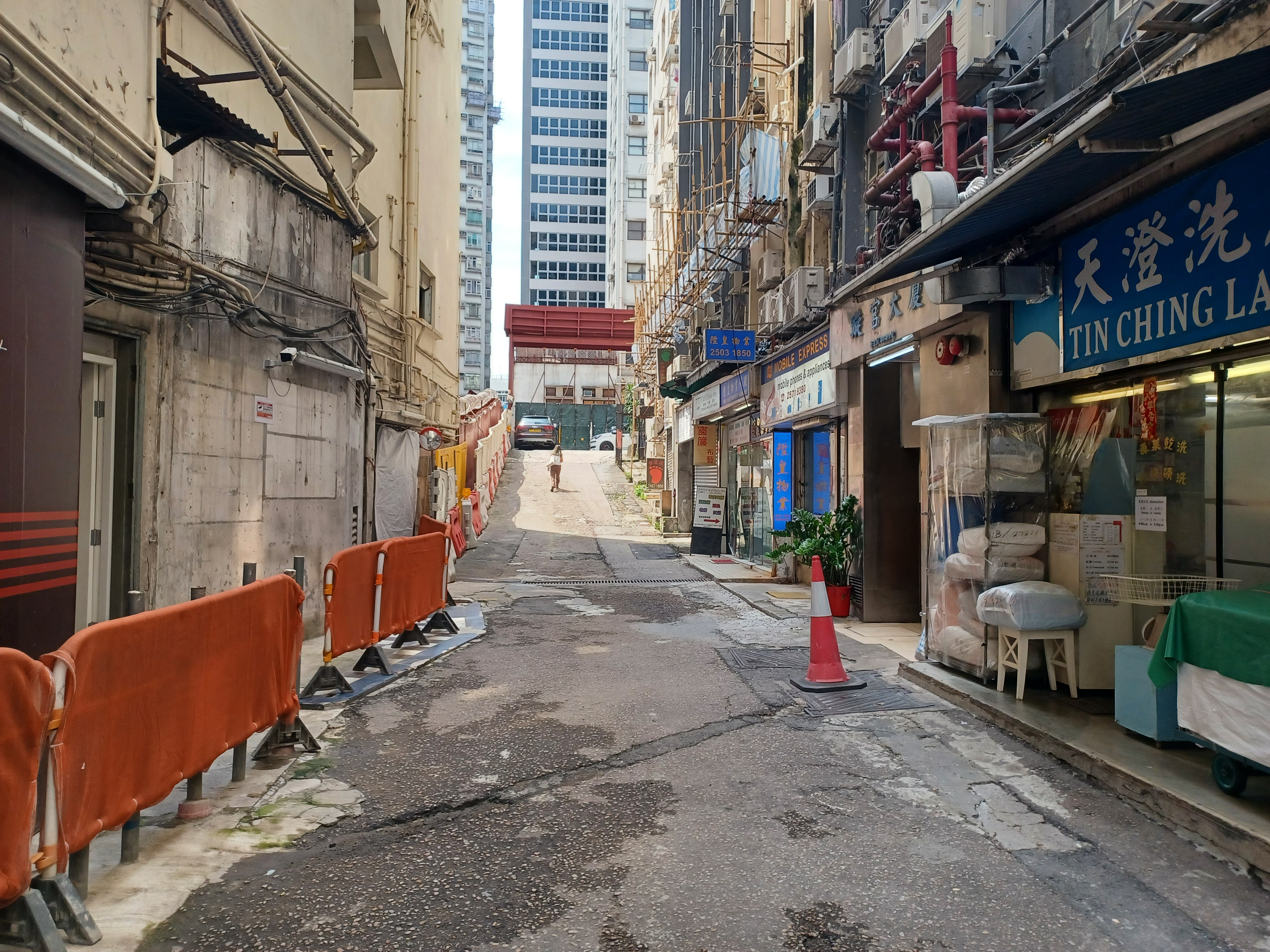
熙和街

同時被封的天宮夜總會，於停業兩個半月後，在1952年10月17日重開，原來有一間資本雄厚的智安公司租用該夜總會，並與前總經理孫履平合作經營，又邀得原來的茜沙大樂隊繼續演出 。但不久後天宮夜總會還是以結業告終。至1955年，夜總會舊址已改建為13棟5層高的住宅樓宇，名為天宮台。發展出一條橫街熙和街（Hei Woo Street）。政府在1998年取消回收這條私家街，因為樓宇露台外伸問題，避免引致市民向政府索償及影響政府維修道路的問題。所以今天這條街仍是一條私家街。
當時郭雙鰲等為了建設世界級而是遠東第一遊樂場及夜總會，服務成本極高，門票收入難以支付開支，最後連同旁邊的夜總會一同結業，北角色情行業直到1970年完全終結，而原來的色情場所工作人員則遷至油尖旺區，部份亦遷入色情場所林立的灣仔駱克道一帶，直到1990年代，灣仔發展商業區，色情行業式微，灣仔港島小上海時代亦告終結，香港的主要色情娛樂場所都在油尖旺區，根據語文數據，油尖旺區仍有大量的上海人，油尖旺區主要的人口為廣東人，不是因為上海人遷出，油尖旺區才是以廣東人為主，東區人口一直以福建人為主，油尖旺區人口一直以廣東人為主，而東區北角以及鰂魚涌一直是福建人近百年遷居香港以及南洋的非常重要一站，色情行業從業員只佔總人口的一少部份。北角的人口由1920年代大量發展起來的時侯即以福建人為壓倒性大多數，第二族群潮州人的數量一直都在上海人之上，有很多潮州籍名人如馬時亨亦在北角長大，夜總會工作人員的遷出只佔北角整體人口的一少部份，根據語文數據，現今東區的閩籍人口一直是第二族群潮州人的十倍，亦是上海人十倍以上。根據語文數據，東區仍是港島上海人的主要聚居地，佔近半的港島上海人口，大約全港10%的上海人口，而且東區的上海人口略少於潮州人，東區的上海籍人口亦有閩南籍的10%。

##### 上海（江浙）移民生活
因為夜總會引來大量的上海人口，上海人在此區開設各式各樣的上海商店，如理髮店等。因為香港上海開埠時間相若，而上海在開埠時人口不多，上海人當中，特別是富有人士，其實有不同籍貫的人，除了浙江人、江蘇人外最多便是福建人，亦有廣東人。而勞工，因為工資和全國看齊，則主要由鄰近江浙兩省輸入，和英國在香港招的勞工主要由廣東省輸入一樣。當時由上海來北角有一大班福建人。
初來香港最初居於板間房的上海人不少後來亦成為了傳媒界的知名人士，如曹仁超，他亦有不少文章講述當年的貧苦生活，亦因為北角50年代有大量的板間房，香港第一間設備完善的公屋北角邨在1957-1958年陸續落成，亦設於北角東部，獨立廚房及廁所，更有露台和梗房間隔，並設有升降機；跟1953年落成的九龍徙置區相比，北角邨是「公屋中的豪宅」。

#### 六十年代起

##### 東南亞華僑
而此後，東南亞政局動盪，香港政局平穩，不少福建人回流香港，也有大量由中國內地先移民東南亞的福建商人移居香港，而隨住1950年代公屋的興建，在板間房的上海人上樓或移搬回上海人最密集的上海街一帶，以及部份左派的上海人發動六七暴動後，使區內的福建華僑損失嚴重，而不肯再將物業租給上海的福建外的各省籍人，而能力較低的東南亞福建人便聚居在北角旁的鰂魚涌一帶（中心為現太古站，西灣河站和鰂魚涌站為邊界），為北角閩南人的社區的伸展。現時期為香港人口大增的時期，廣府人原來在1945年香港總人口50萬人中佔大約十萬，和閩南人口相約，後來大量難民潮和偷渡潮使廣府人口逼滿九龍，1970年400萬人口中的廣府人口超過200萬，政府推廣粵語，北角地區的文化受到嚴重影響，從此時出生以後的閩南人多改用粵語，而此區變成廣府文化為主導，只有小量老一輩還保留閩南文化。

##### 酒店
因為世界上富有華人大多為福建人（參閩南民系），而當中又以閩南泉州人佔多數，當中來旅遊或探親時不少會選擇住在北角區，而且在地理位置更近主要旅遊區的灣仔以及銅鑼灣東部還很少以至沒有酒店的時侯，北角在數十年前已經酒店林立，30年來較為著名的有現四星級的城市花園酒店，近年則為五星級的海逸君綽酒店，北角主要的優勢為有大量的閩南籍社區和海外親屬，隨住大陸改革開放，來港觀光的人有更多的各省籍人，灣仔以及銅鑼灣東部住宅區在近十幾年亦大量興建酒店。

##### 變回住宅／商業混用區
北角區內現今仍然有不少上海人，但更大量的上海平民在50及60年代由板間房搬上設施更齊備的公屋。北角的上海人已經遠遠不及福建人了。在香港的上海人其實有更大量的中產和基層，留下在北角的上海人以較富有人士為主，較窮則移居九龍。而因為福建人生活保守、節儉，集中金錢在置業以及子女教育的問題上（香港學位有限，不少人到加拿大、澳州等地留學），極少消費在上海人的色情娛樂場所，在北角夜總會的人主要來自外區。而當時上海人為香港帶來受頗受部份香港人歡迎的色情行業，橫越整個灣仔的駱克道以及在九龍多個地區更有大量上海人開設的色情店舖。由於經營色情行業的上海人西移灣仔，使中環到銅鑼灣的客人更快到達，北角在60年代開始的色情區成份越來越少，變為一個住宅區，而灣仔駱克道以及九龍則變為不夜城。

###### 商業活動
現在北角街上以地產，家居生活為主，老一輩閩南女性不少很節儉，不講求包裝只在乎最後以最低價格得到同樣貨品，所以有些街道則以便宜貨品做招徠，店舖裝修極簡單什至沒有裝修，使貨物能夠便宜地買出去，但閩南男性則較豪爽，此區亦有不少昂貴店舖。雖然此區租金高企，春秧街、馬寶道都是便宜市場，尤其是相對旁邊的銅鑼灣，物價便宜很多。區內很多閩南人都經營小本生意，區內不少貨品都比大型商場便宜些少，小本經營反而使大型商場競爭不來，為港島重要商業區中少見，北角以及銅鑼灣東有一半地方可作發展商決定的商業／住宅混合用途，區內大型商場最主要為港運城商場等，區內可以建商業建築的地不少為寫字樓，住宅以及酒店。而在鰂魚涌，商業區只有2-3%地方。

###### 地區老化和遷移
北角出現區內人口老化情況，近30年內福建籍在港出生成長的年輕一輩都不少搬入鰂魚涌的太古一帶居住，亦以廣州話為日常用語，很多都不能說，什至聽不懂閩南話，生活文化又和年老一輩有些不同。香港亦有不少福建人本來負擔不起北角的租金，後來有了錢，由新界或九龍搬入，如蒙嘉慧等。不少八十年代由大陸抵港的福建人亦住在北角寶馬山半山，如明星林峰，寶馬山半山一帶很多都是福建籍的貿易商人。

###### 商業及炒樓
北角區很多住宅，而閩南人大多愛自己經營自己的生意，所以此區很多小商店，此外，不少比較富有商業頭腦的人愛在此區炒樓，不少人衣服簡樸但過億身家
。北角區亦是最多華僑在港置業的地區，嘉華國際主席呂志和在投北角邨地皮時亦指出香港以往樓市都依靠華僑來港買樓，包括內地投資者，其購買對本港樓市支持大，屬於主流。

##### 重要政府部門
城規會把北角近半以上的土地設為可由發展商決定用途的住宅／商業混用區，此外還有單獨強制的商業區，住宅區以及政府部門區（多在北角地價較低的東部海旁），包括政府合署、海關及廉政公署等重要政府部門。香港也有不少祖籍福建的中產後代加入政府，如廉政公署最高負責人廉政專員白韞六亦是祖籍福建的香港人，但商人後代很少會加入政府。

#### 近年發展

##### 語言及文化
北角在70年代之前更常以閩南話中的泉州晉江話作通用語，和閩南人的漳州話以及潮州話已經有點不同，但一如廣東的廣州人經常把廣州人稱作廣東人，和把廣州話稱作廣東話一樣，泉州人把泉州話稱作福建話以及稱自己為福建人。但福建其他非閩南地區的人多不太能與泉州話溝通。中共建政後遷入的上海人也為北角帶來上海的語言和文化。但在偷渡潮大量廣府人遷入九龍以及六七暴動之後，香港政府在全港推廣粵語廣州話作為通用語，使得1970年後出生的北角泉州人，以及福建人（包括大量的台灣人、新加坡人、東南亞華僑）和潮州人後代大多數改以粵語廣州話溝通，北角在1970年的閩南語使用人口越來越少，所以現今北角只有少部份老一輩人以泉州話溝通，部份老一輩人和李嘉誠一樣說粵語廣州話時帶閩南腔，而50歲以下的人更多使用粵語廣州話溝通。部份年輕只懂閩語而不懂粵語廣州話的人，多為福建新娘和新郎。
1970年代，推廣粵語風氣極盛，因為北角是香港閩南文化最盛行的地方，國共內戰由大陸廣州一帶大量遷入的廣府人得到港英政府資助推廣粵語而買入離海較遠的舊樓群，建立新光戲院，推廣廣府粵劇文化，不少偷渡潮大量湧入九龍東一帶的廣府人亦經常過海看戲娛樂，新光戲院一帶亦住了一定數量的廣府人。新光戲院設在北角本來亦為了更快的推廣粵語到閩南人的老一輩，但閩南的老一輩更重視勤力上班工作而非文化發展，而且新光戲院是以大陸的廣州話演出，老一輩閩南華僑興趣不大，新光戲院反而引來香港各地廣府人來看粵劇。

##### 日本人聚居地
因為60-80年代，銅鑼灣、北角以及鰂魚涌一帶不少為二戰後遷居香港的福建籍資本家，香港其他地區不少本來為難民，消費力在80-90年代才開始急速增長，新一代亦非常喜歡日本文化，吸引了大量日本百貨的創業，在銅鑼灣、北角以及鰂魚涌一帶亦是日本人在港的主要聚居地，銅鑼灣、太古城有很多日資百貨，北角則有日本人學校。東區日本話人口有2778人，佔在港總日語人口25%。

##### 北角規劃區
因為銅鑼灣西面商業區要高度發展，為免過度發展會影響到東面住宅區的發展，告士打道以西銅鑼灣東部包括維園，以及屬灣仔區的大坑東部浣紗街直到李陞大坑小學以及屬東區的大坑上林，都屬H8北角（及銅鑼灣東）規劃區，不過在政府其他行政上，銅鑼灣東和北角（炮台山站直到鰂魚涌站C出口）各自設有自己的社區中心、街市、街坊福利會，以及屬灣仔區的維園選區部份，除大坑西部外沒有任何住宅區，而北角（及銅鑼灣東）規劃區則是90%全部住宅或住宅/商業區，而銅鑼灣規劃區亦不包括波斯富街以西如時代廣場部份（禮頓道以南及加路連山屬跑馬地規劃區）。因為H8北角（及銅鑼灣東）規劃區包含一半銅鑼灣地區，範圍超過銅鑼灣西的商業規劃區四倍，是全港最大的規劃區之一。北角規劃區的北角市區部份和銅鑼灣東及大坑東住宅區相似，都是以甲類住宅及住宅/商業兩者皆可為主。
2007年6月，城市規劃委員會於北角全區絕大部分的商業和住宅用地加入高限，由100米（約30層高）至140米（約40至45層）不等，以保護維多利亞港對岸觀看的香港山脊線。除已獲批的少數項目，北角及銅鑼灣東部將不再有摩天大廈落成。另外，是次城規會設立的高限範圍，限制住宅區為主的北角（及銅鑼灣東）規劃區，東起民新街，亦即模範邨附近，亦既全個北角，西至告士打道（包括整個維園）及大坑東區勵德邨、上林一帶，以及灣仔區的大坑東浣紗街至勵德邨下的李陞大坑學校。但不包括灣仔區銅鑼灣東的一些部份，如銅鑼灣避風塘及銅鑼灣消防局

##### 報館遷移
2012年元旦及同年8月27日，北角站附近報館香港商報和信報財經新聞由於港島電費嚴重高昂、及設備不敷應用，而遷址往九龍東牛頭角站附近繼續經營。香港大公報則於2018年遷往田灣興偉中心。唯經濟日報集團則仍在區內的柯達大廈。

##### 酒店
隨住此區大量興建酒店，加上區內商住大廈設有數十間服務鄉親為主的賓館，此區多了很多中國內地和外國旅客，但旅客仍少於尖沙咀、灣仔、中環以及銅鑼灣。

## 其他事件

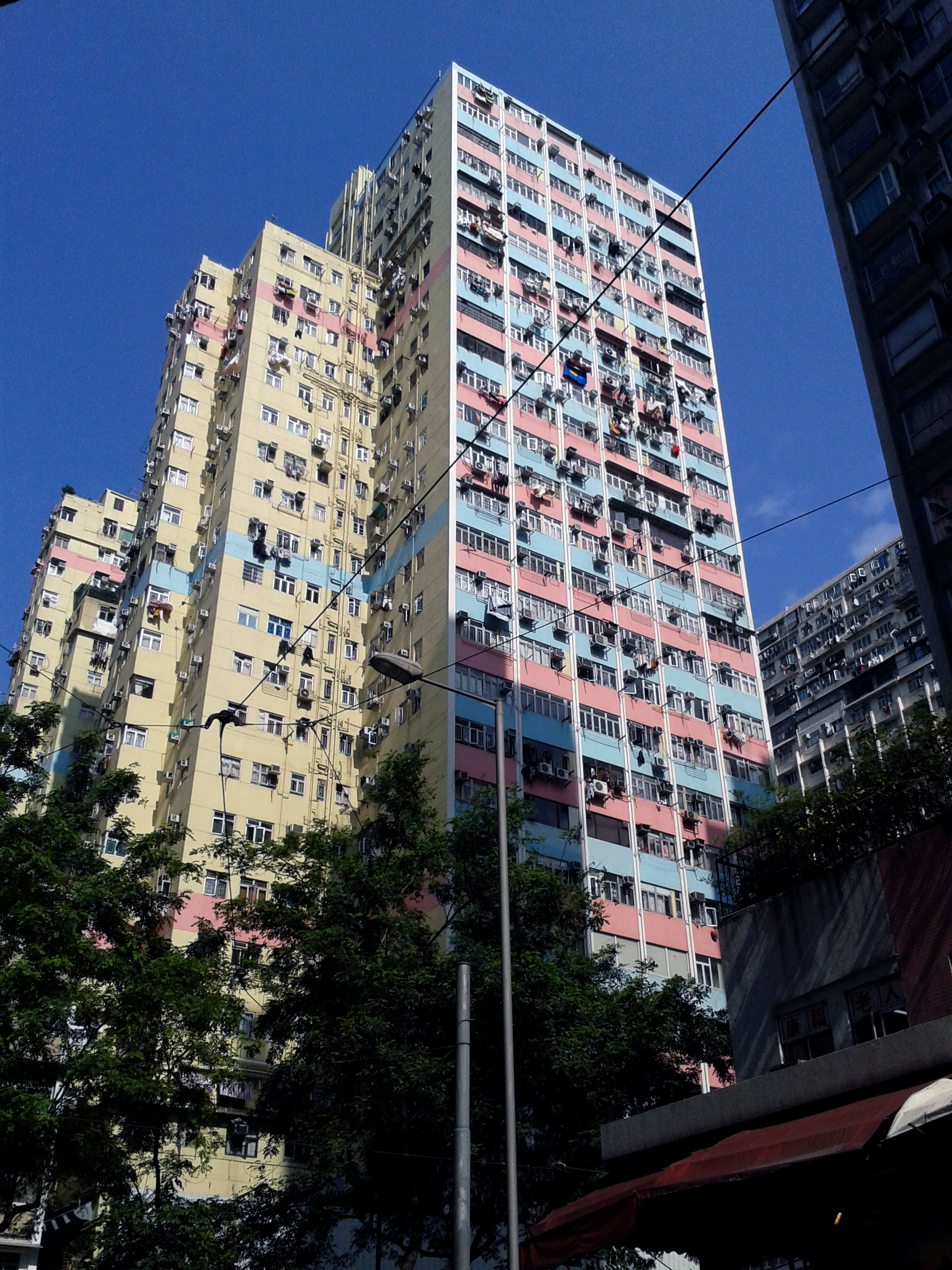
僑冠大廈，1966至1970年間是香港最高大樓

隨著1957年北角邨落成及1958年北角碼頭啟用，北角更為繁盛。
1966年樓高28層，由僑光置業策劃興建的僑冠大廈落成，成為當時港九地區最高的住宅大廈。1972年新都城大廈開幕，成為香港島最大的百貨公司之一。
1979年原址為電車工人宿舍的大型屋苑健威花園竣工。1996年，原址為中華汽車有限公司車廠的大型屋苑港運城竣工。
2003年北角邨被清拆，地皮臨時作為露天停車場。2007年9月，房委會轄下的策劃小組委員會通過，無條件將北角邨舊址用地交還政府，以供日後發展。
2009年5月，北角明園西街住宅項目呎價創下區內歷史新高。
2012年，新鴻基地產投得前北角邨地皮。
2014年中旬，瑞士最大藝術學府－瑞士蘇黎世藝術大學（Zurich University of the Arts），透過投資推廣署在北角堡壘街開設首家香港藝文空間Connecting Space Hong Kong，佔地二千呎，讓世界各地不同藝術工作者進行實驗性創作，並不時舉辦社區藝術活動，讓街坊鄰里隨意入內畫畫、種植、談天和創作等。

## 區內重要地點

### 大專院校
- 香港樹仁大學
- 香港大學專業進修學院港島東分校

### 中學
- 張祝珊英文中學
- 金文泰中學
- 蘇浙公學
- 閩僑中學
- 中華基督教會桂華山中學
- 炮台山循道衛理中學
- 顯理中學
- 培僑中學
- 聖貞德中學

### 小學
- 聖公會聖米迦勒小學
- 番禺會所華仁小學
- 北角卫理小學

### 國際學校
- 漢基國際學校
- 蘇浙公學國際部
- 英基鰂魚涌小學

### 私人屋苑

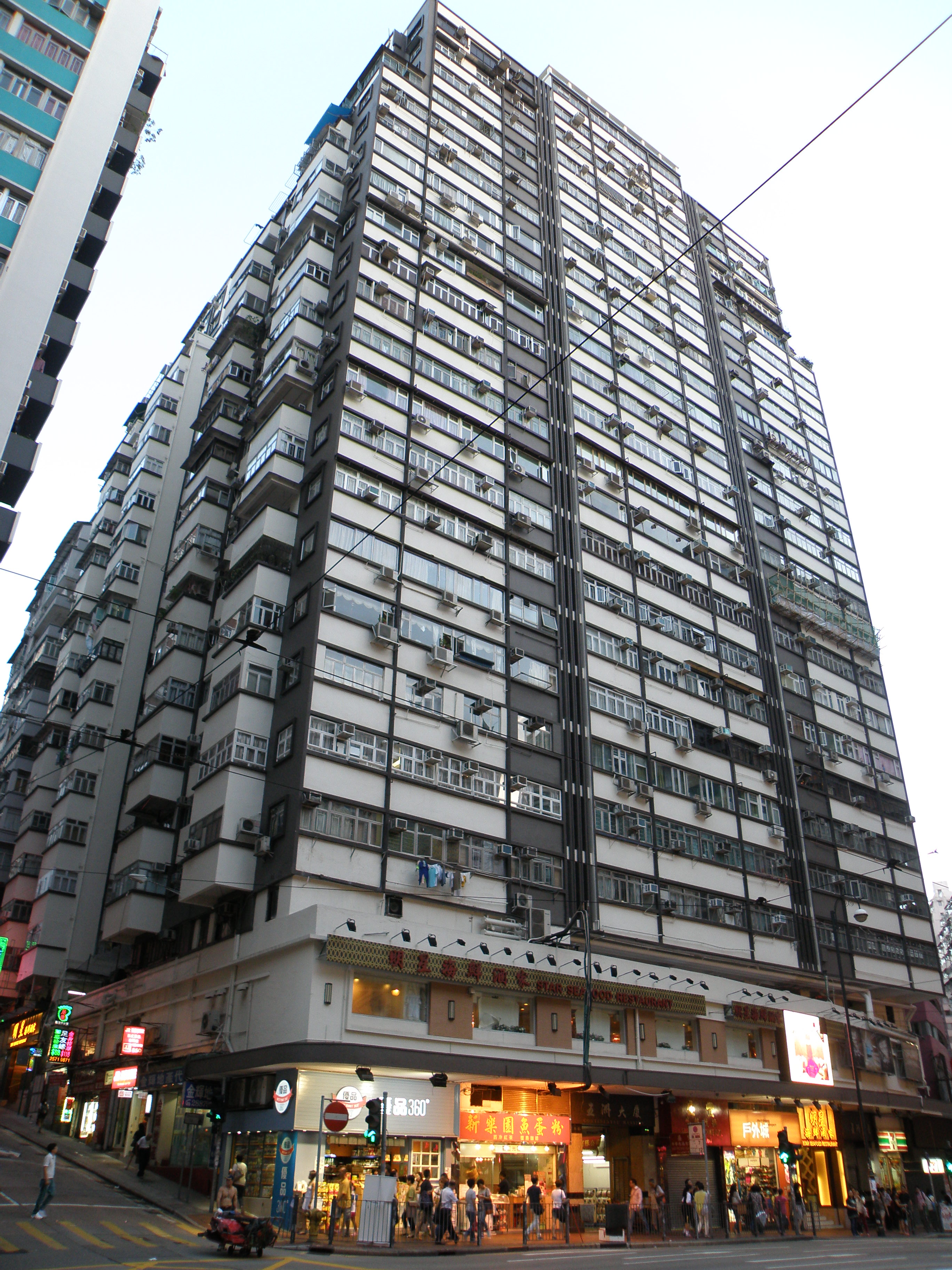
1962年落成的五洲大廈

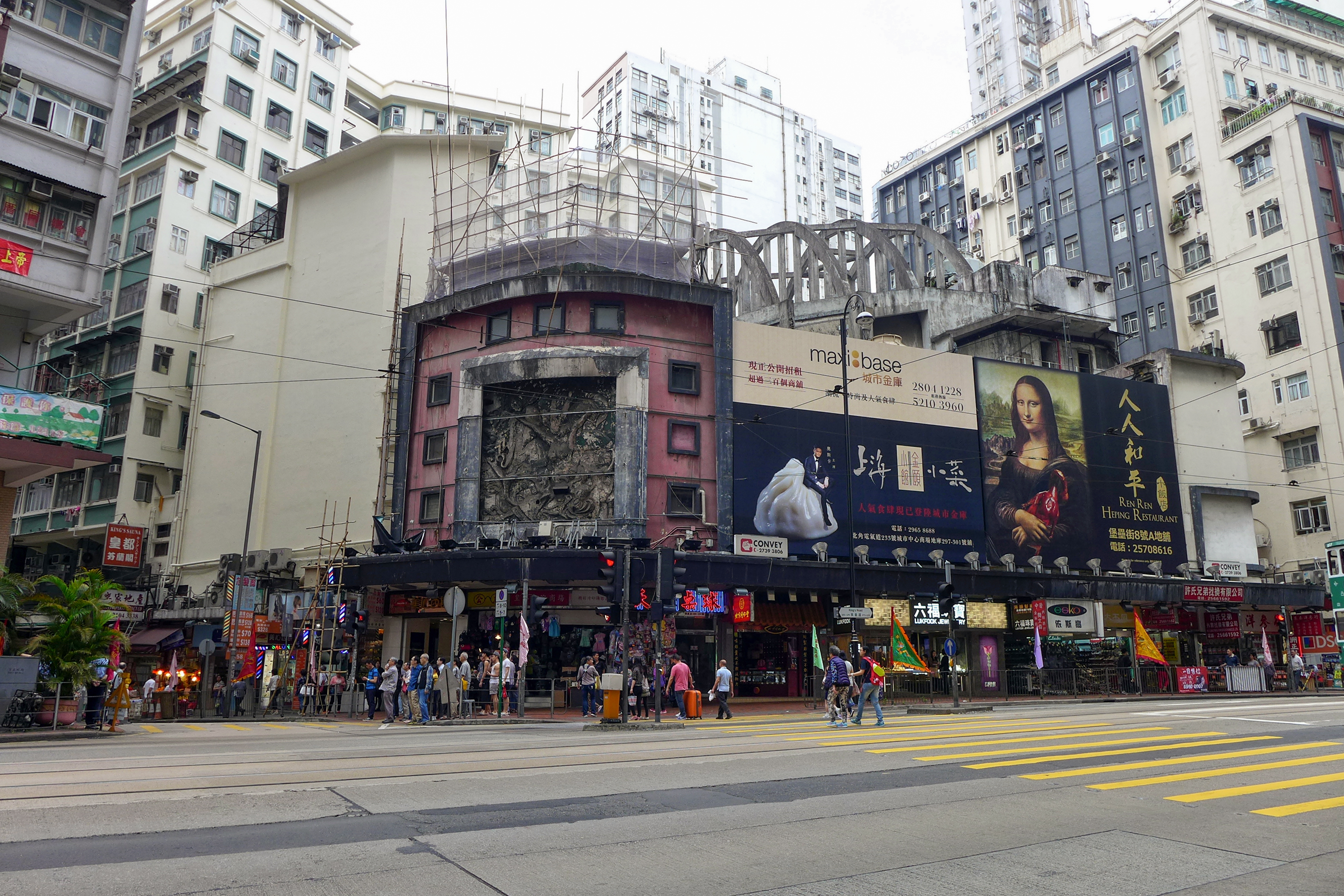
皇都戲院（已評為一級歷史建築）

- 海璇 (Victoria Harbour) (渣華道133號)
- 華禮大廈 (Wah Lai Mansion)（馬寶道70號）
- 康華大廈 (Conwell Mansion)（和富道120號）
- 丹拿花園 (Tanner Gardens)
- 慧雲峯 (La Place De Victoria)
- 賽西湖大廈（寶馬山道31號）
- 柏蔚山 (Fleur Pavilia)
- 寶馬山花園（寶馬山道1號）
- 寶馬臺（卑利瑪臺1號）
- 海景台（雲景道31號）
- 海天峰（雲景道35號）
- 雲景台（雲景道38號）
- 萬德閣（雲景道46號）
- 富豪閣（雲景道56號）
- 珊瑚閣（雲景道51-67號）
- 傲龍軒（天后廟道18號）
- 飛龍臺（天后廟道26-32號）
- 威景臺（天后廟道70號）
- 雲峰大廈（天后廟道114號）
- Java 98（渣華道98號）
- 港濤軒（渣華道180號）
- 摩天大廈（天后廟道124號）
- 建華花園（建華街2-8號）
- 富雅花園（繼園台9-10號）
- 友福園（繼園台11號）
- 健威花園（英皇道560號）
- 港運城（丹拿道 51-61號）
- 樂嘉中心（英皇道466號）
- 僑冠大廈（英皇道395號）
- 僑輝大廈（英皇道413-423號）
- 新都城大廈（英皇道416至438號）
- 形品（明園西街38號）
- 曉峯（明園西街28號）
- 昌明洋樓（英皇道）
- 安寧大廈（英皇道）
- 漢宮大廈（英皇道）
- 珠璣大廈（英皇道）
- 國賓大廈（書局街）
- 君譽峰（馬寶道3號）
- 明園大廈一期、二期、三期 (孔雀道)
- 百福花園（天后廟道157號）

### 酒店
- 香港維港凱悅尚萃酒店
- 港島海逸君綽酒店
- 歷山酒店
- 北角海逸酒店
- 城市花園酒店
- 北角M1酒店
- 華美達盛景酒店
- 宜必思香港北角酒店
- 富薈炮台山酒店
- 香港莎瑪港島北服務式公寓
- 灝美連鎖式旅舍
- 中港酒店

### 商業大廈

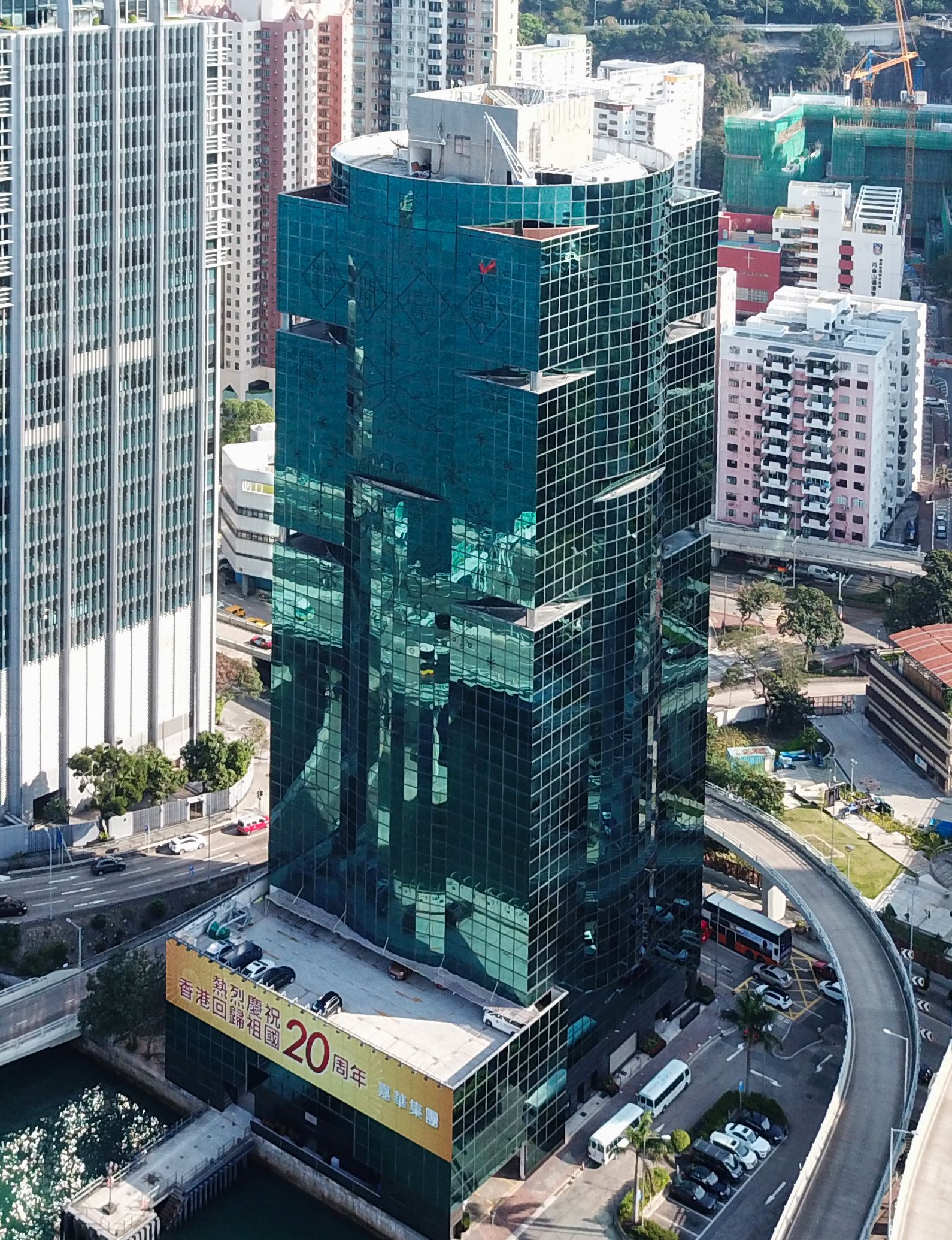
嘉華國際中心

- K11 ATELIER King's Road
- 華懋交易廣場（II期）
- 香港中華煤氣有限公司總部
- 華匯中心
- 東港中心
- 嘉華國際中心
- 港運大廈
- 泓富產業千禧廣場
- 英皇道633號 (633 King's Road)
- 友邦香港大樓 (AIA)

### 商場及購物中心

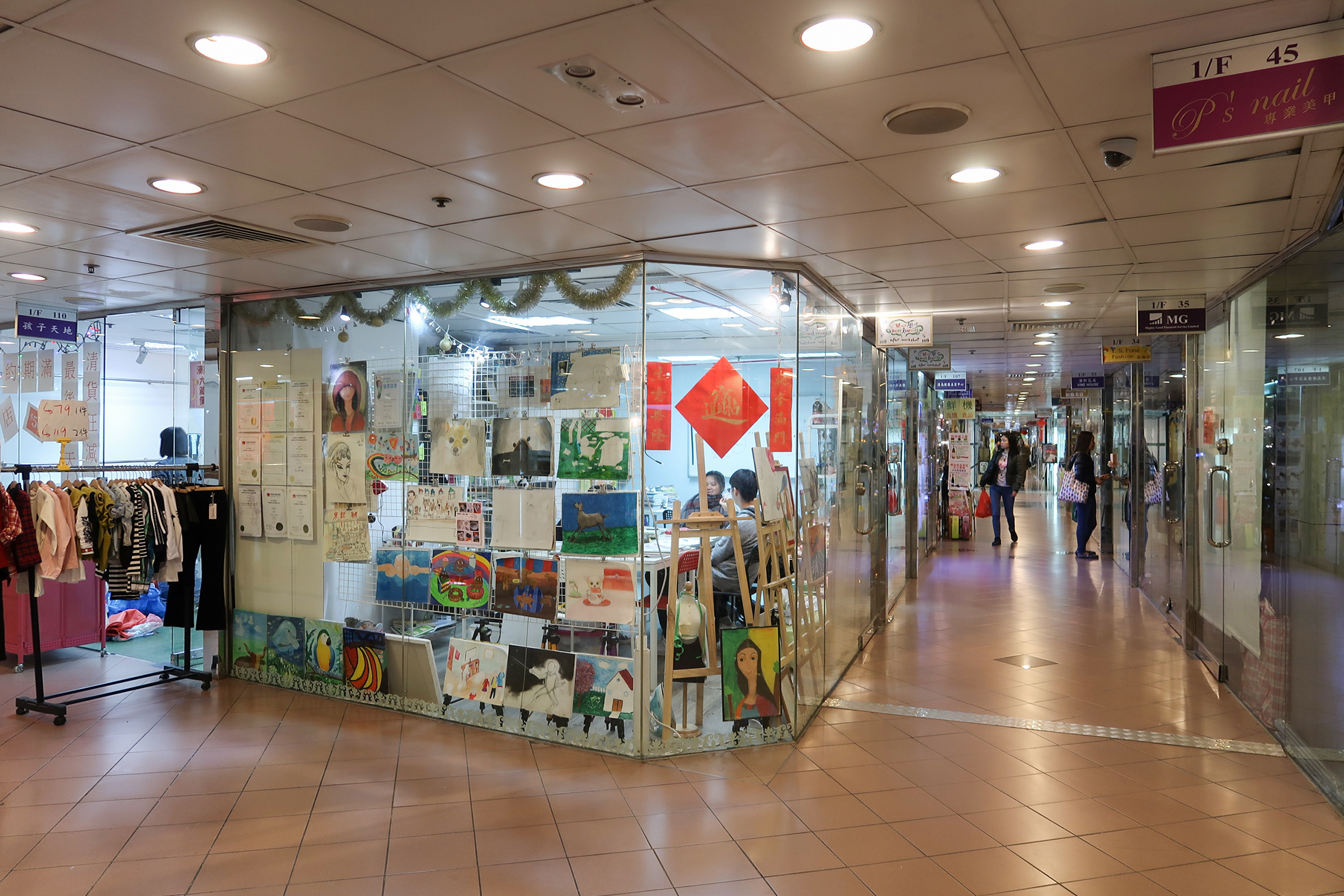
城市中心商場

- 北角匯
- 健威坊
- 港運城
- 新都城百貨公司
- 華豐國貨公司（页面存档备份，存于）
- 馬寶33廣場
- 和富Worfu
- 城市花園商場

### 戲院及文化設施
- ACX Cinemas (暫停營業）

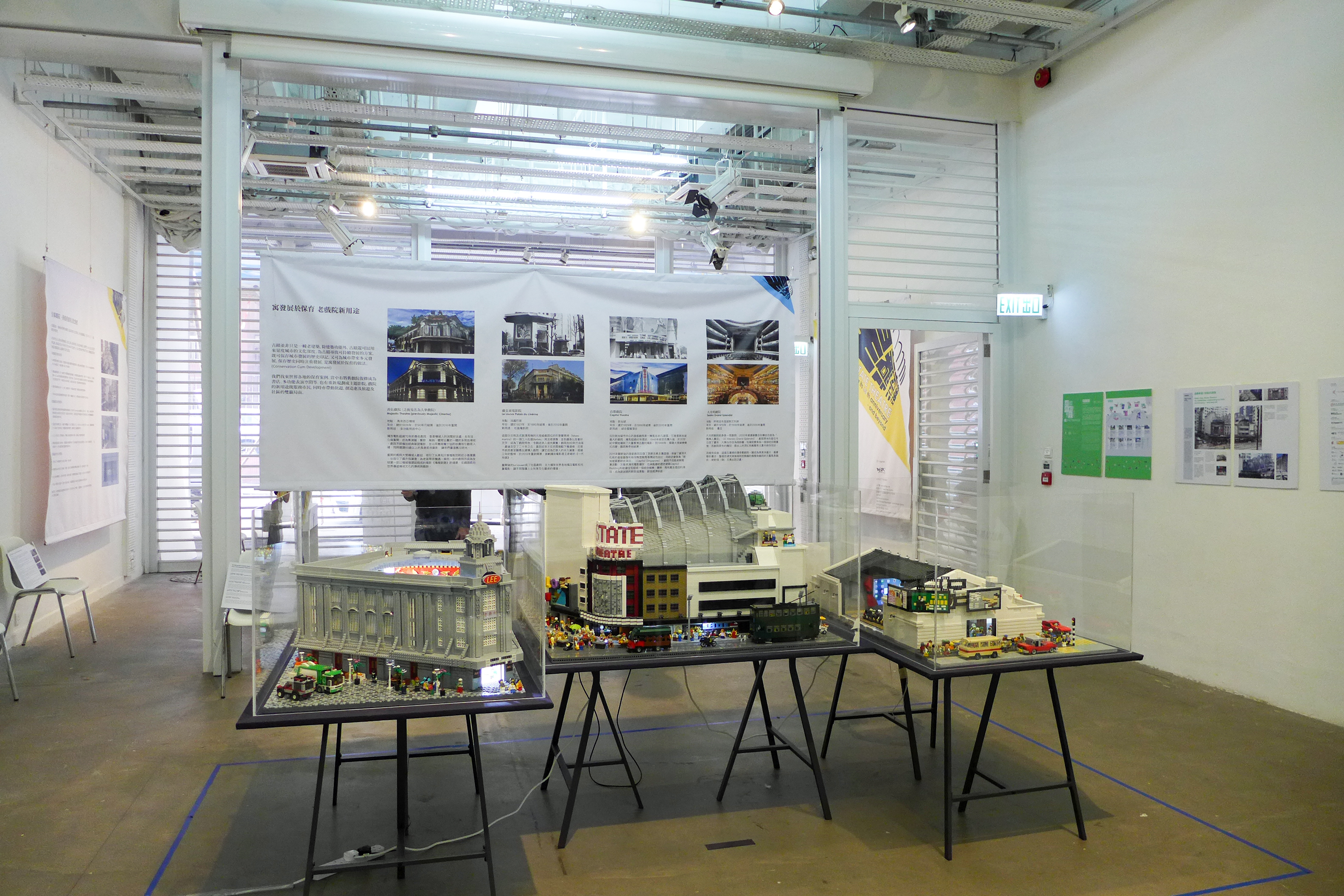
瑞士蘇黎世藝術大學在香港開設的藝文空間Connecting Space Hong Kong

- Connecting Space Hong Kong (Zurich University of the Arts)

### 政府部門辦事處及辦公大樓
- 廉政公署總部大樓
- 香港海關總部大樓
- 北角政府合署
- 東區警察總部暨北角警署
- 北角消防局
- 水務署北角大樓

### 市政設施

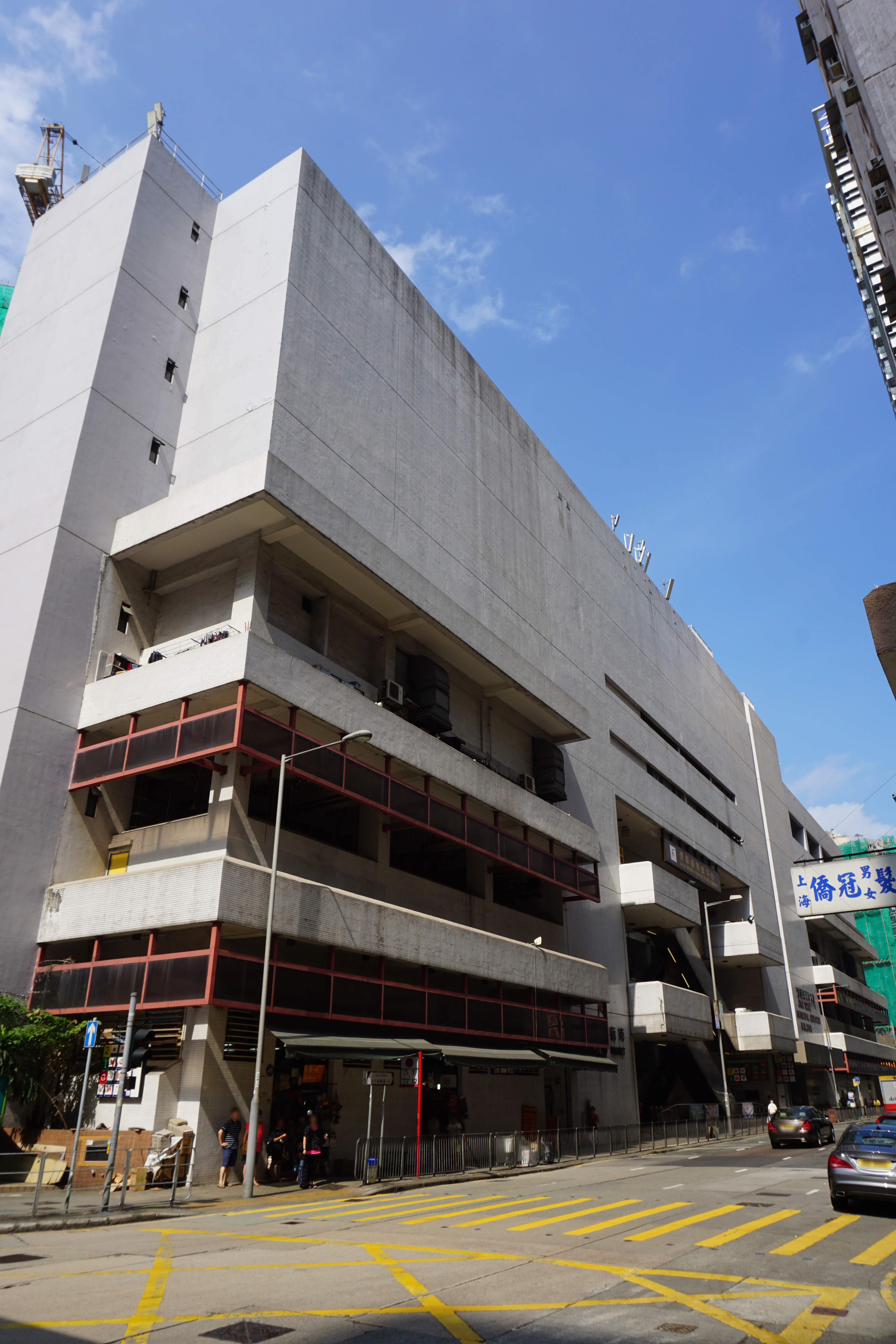
渣華道街市及熟食中心

- 柏立基夫人普通科門診診所
- 柏立基夫人健康院
- 北角社區會堂
- 北角街市大廈
- 北角公共圖書館
- 英皇道郵政局
- 七姊妹郵政局
- 渣華道體育館
- 渣華道街市/市政大廈/熟食中心
- 春秧街街市
- 馬寶道街市

### 公共交通設施

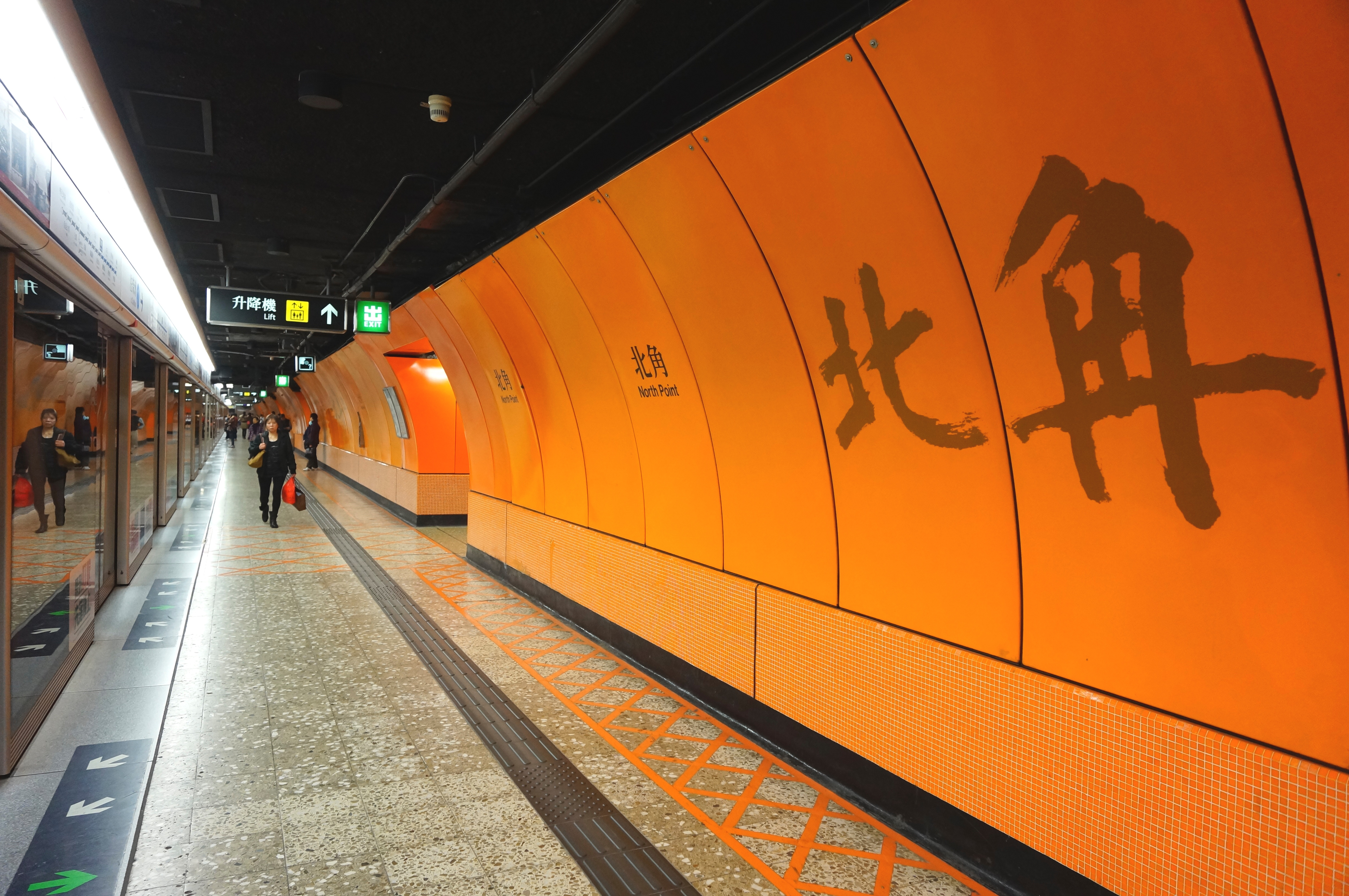
北角站

- 北角渡輪碼頭
- 糖水道碼頭
- 北角碼頭公共運輸交匯處
- 電車北角總站
- 港鐵炮台山站、北角站、鰂魚涌站

### 其他
- 香港殯儀館

## 交通

### 主要交通幹道
- 東區海底隧道
- 東區走廊
- 中環灣仔繞道
- 英皇道
- 渣華道

## 區議會議席分佈
為方便比較，以下列表以油街以東至海裕街、渣華道、英皇道、民新街以北為範圍。
| 年度／範圍                                       | 2000－2003                       | 2004－2007                       | 2008－2011                       | 2012－2015                       | 2016－2016                       | 2020－2023                       | 2024－2027 |
| ------------------------------------------------ | -------------------------------- | -------------------------------- | -------------------------------- | -------------------------------- | -------------------------------- | -------------------------------- | ---------- |
| 健康西街以東                                     | 丹拿選區                         | 丹拿選區                         | 丹拿選區                         | 丹拿選區                         | 丹拿選區                         | 丹拿選區                         | 太北選區   |
| 北角道以東、英皇道、健康西街以西                 | 和富、部分堡壘及部分健康村選區   | 和富、部分堡壘及部分健康村選區   | 和富、部分堡壘及部分健康村選區   | 和富、部分堡壘及部分健康村選區   | 和富、部分堡壘及部分健康村選區   | 和富、部分堡壘及部分健康村選區   | 太北選區   |
| 明園西街以東、英皇道、健康西街以西，天后廟道以北 | 錦屏選區、丹拿選區及部分堡壘選區 | 錦屏選區、丹拿選區及部分堡壘選區 | 錦屏選區、丹拿選區及部分堡壘選區 | 錦屏選區、丹拿選區及部分堡壘選區 | 錦屏選區、丹拿選區及部分堡壘選區 | 錦屏選區、丹拿選區及部分堡壘選區 | 太北選區   |
| 天后廟道以南                                     | 寶馬山選區                       | 寶馬山選區                       | 寶馬山選區                       | 寶馬山選區                       | 寶馬山選區                       | 寶馬山選區                       | 太北選區   |
| 油街以東、英皇道、北角道以西                     | 城市花園選區及部分C19和富選區    | 城市花園選區及部分C19和富選區    | 城市花園選區及部分C19和富選區    | 城市花園選區及部分C19和富選區    | 城市花園選區及部分C19和富選區    | 城市花園選區及部分C19和富選區    | 太北選區   |
| 炮台山以東、英皇道、明園西街以西，天后廟道以北   | 部分炮台山選區及部分堡壘選區     | 部分炮台山選區及部分堡壘選區     | 部分炮台山選區及部分堡壘選區     | 部分炮台山選區及部分堡壘選區     | 部分炮台山選區及部分堡壘選區     | 部分炮台山選區及部分堡壘選區     | 太北選區   |

註：以上主要範圍尚有其他細微調整（包括編號），請參閱有關區議會選舉選區分界地圖及條目。

## 外部連結
- 航拍北角紀錄
- 北角·街坊小紀錄- YouTube （页面存档备份，存于）
- 北角·樂 - Facebook （页面存档备份，存于）